# Landschulheim Florenz
Das Landschulheim in Florenz war eine Schule für Flüchtlingskinder aus Deutschland und wurde am 17. Oktober 1933 von Werner Peiser und Moritz Goldstein in Florenz eröffnet. Es wurde das größte und bedeutendste von sechs Instituten, die für deutsche Emigrantenkinder in Italien ab 1933 gegründet worden waren.

## Gründungsvoraussetzungen
Die beiden Gründer, die wegen ihrer jüdischen Herkunft früh ihre berufliche Existenz in Deutschland verloren hatten, konnten bei ihrem Vorhaben auf das Wohlwollen der italienischen Behörden bis hinauf in höchste Regierungskreise vertrauen. Gleichwohl ausschlaggebend war jedoch, dass es zu dieser Zeit noch keine engen Verbindungen zwischen den beiden faschistischen Staaten gab und Italien der Judenverfolgung in Deutschland recht kritisch gegenüberstand. Das führte zu einer kleinen Auswanderungswelle aus Deutschland nach Italien. Sie wurde durch die fehlende Visumspflicht für deutsche Staatsbürger begünstigt, wenn diese nach Italien einreisen wollten, aber auch durch die noch legale Möglichkeit, Gelder aus Deutschland nach Italien zu überweisen; Robert Kempner spricht von zweihundert Mark monatlich. Vorausschauende jüdische Eltern in Deutschland nutzten diese Möglichkeiten, um ihre Kinder vorsorglich in das zu dieser Zeit für sie sichere Italien zu bringen, und dafür wurden Schulen benötigt. Dank des legalen Devisentransfers war deren finanzielle Grundversorgung gesichert. Hinzu kam aber auch als Startkapital Privatvermögen von Moritz Goldstein.

## Die Entwicklung der Schule
In einer Villa in Fiesole bei Florenz begann am 17. Oktober 1933 der Schulbetrieb. Nach Irmtraud Ubbens fungierte Werner Peiser als pädagogischer und Moritz Goldstein als wirtschaftlicher Leiter des neuen Instituts. Hildegard Feidel-Mertz weist allerdings darauf hin, dass bereits zu Beginn Hans Weil zum pädagogischen Leiter berufen worden sei, da die Gründer nicht über eigene professionelle pädagogische Qualifikationen verfügt hätten. Naheliegender ist es demnach, dass Hans Weil der den beiden Schulleitern nachgeordnete Studienleiter war. Diese Funktion übte nach ihm bis 1938, dem Ende des Landschulheims Florenz, Heinrich Kahane aus, nach dem Ausscheiden von Moritz Goldstein auch als Stellvertreter der Schulleiter Peiser und Robert Kempner. Hans Weil wiederum trennte sich aufgrund anderer pädagogischer Vorstellungen bereits Anfang 1934 vom Landschulheim Florenz, um sofort anschließend in Recco an der Ligurischen Küste die Schule am Mittelmeer (auch bekannt als „Scuola sul Mediterraneo“) zu gründen.
Im Juli 1934 musste die Schule für einige Monate nach Forte dei Marmi ausweichen, da der Mietvertrag für das bisher genutzte Gebäude ausgelaufen war. Diese Verlegung des Schulbetriebs nach Forte dei Marmi und ab 1937 nach Bordighera blieb allerdings auch in den Folgejahren nach dem Umzug in die Villa Pazzi notwendig, da deren Vermieter, ein englischer Bankier, seine Villa im Sommer für sich selber beanspruchte.:S. 204
Ab 1. Oktober 1934 fand der Schulbetrieb in Florenz in der eben erwähnten Villa Pazzi statt, einem ehemaligen Sommersitz der Familie Pazzi auf dem „Pian dei Guillari“ neben der Sternwarte und dem Haus von Galileo Galilei. Wie Kempner berichtet, erstreckte sich der Schulbetrieb später auf insgesamt fünf Gebäude, darunter die Galileo-Villa und die Villa Placci. Der Schulbetrieb verblieb in der Villa Pacci, wo sich auch die Aufenthalts und Speiseräume befanden. Zwei Villen dienten der Unterbringung der Jungen, eine der Mädchen. Im fünften Gebäude befanden sich zwei Krankenzimmer und einige Lehrerwohnungen, während viele Lehrkräfte auch über die anderen Villen verteilt wohnten und dort zugleich die Aufsicht ausübten. In den Villen gab es Werkstätten und Laborräume und in dem großen Garten der Villa Pazzi einen Tennisplatz. Nach Voigt herrschten „ideale räumliche Bedingungen […] in einer der am schönsten gelegenen großbürgerlichen Wohngegenden von Florenz“.:S. 205 Doch all diese Räumlichkeiten wurden angesichts des Wachstums der Schule auch dringend benötigt. Sie war im Oktober 1933 mit fünf Schülern gestartet, verfügte ein Jahr später über 20 Schüler, 1935 über etwa 60 und 1936 über ungefähr 100 im Alter von acht bis zweiundzwanzig Jahren.:S. 206
1936 schied Moritz Goldstein aus der Schule aus. Zuvor schon, 1935, war Robert Kempner, der mit Peiser ebenfalls aus Berliner Zeiten bekannt war, zur Schulgemeinde hinzugestoßen. Er wurde Goldsteins Nachfolger und leitete fortan zusammen mit Peiser das Landschulheim Florenz. In diese Zeit fällt auch der Beginn der stärkeren Beobachtung der Schule durch die deutschen Behörden, was 1938 dazu führte, dass ab Juli keine Devisen mehr aus Deutschland an die Schule überwiesen werden durften. Parallel dazu verschärfte sich die Situation für Juden in Italien. Der Hitlerbesuch in Rom im Mai 1938 führte zu einer Annäherung beider Seiten und in der Folge zu einer zunehmenden Repression gegenüber den Emigranten. Kempner, der während des Hitlerbesuchs für kurze Zeit verhaftet worden war, entschloss sich, Italien zu verlassen. Er erhielt eine Einreise- und Aufenthaltsgenehmigung für die USA und reiste dort am 1. September 1939 ein.
Zwischen dem 3. und 9. Mai besuchte Adolf Hitler Italien: und dabei auch Florenz. In dieser Zeit kamen die Schülerinnen und Schüler des Landschulheims für etwa eine Woche ins Gefängnis. Für sie hieß das: „Unsere Inhaftierung war Teil der Feierlichkeiten.“

„Die SS hatte uns eingesperrt, aber sie war zu diesem Zeitpunkt nicht in der Lage, die Wärter zu kontrollieren. Und es besteht kein Zweifel, dass es ihnen – vom Aufseher bis zu den Wärtern – peinlich war, ihr Handwerk an einem Haufen Zehn- oder Fünfzehnjähriger ausüben zu müssen. Ein kleiner Junge, vielleicht sieben oder acht, verbrachte den ganzen Tag im Garten, bis ihn jemand abholte. Kahane hat Recht: Wir waren Geiseln und damit in der seltsamen Lage, hoffen zu müssen, dass der Besucher ohne einen Kratzer nach Hause zurückkehren würde. Schon kurz nach unserer Ankunft wurde angeordnet, dass wir nur noch nachts in unseren Zellen eingeschlossen werden sollten. Wir mussten unsere Zahnbürste mitbringen, aber Essgeschirr wurde gestellt. Das Leben wurde fast ‚normal‘, wir waren frei, uns an den Bemühungen zu beteiligen, unsere Schularbeiten fortzusetzen.“

Zudem waren für einige Jugendliche auch die Begegnungen mit den erwachsenen Mithäftlingen, darunter ein Frauenmörder, durchaus spannende Ereignisse, und auch die Kommunikation mit der Außenwelt war dank der Hilfe eines Priesters, der unter seiner Soutane Nachrichten und kleinen Pakete schmuggelte, möglich.:S. 51–52
Doch es gab auch Schüler, die diesen Gefängnisaufenthalt und seine Begleitumstände ganz anders erlebten, so etwa Fritz Cohen, für den der Hitler-Besuch in keiner guten Erinnerung blieb. „Ich erinnere mich noch genau! Vor seiner Ankunft in Florenz wurden die Jungen und jungen Männer unserer Schule zusammengerufen, in den Speisesaal. Dort mussten wir Formulare ausfüllen und dann wurden wir in unsere Wohnhäuser geschickt, um mit dem Notwendigsten kleine Koffer zu packen. Dann sollten wir sofort wieder zurückkommen. Busse warteten schon auf uns, und es wurde uns gesagt, wir sollten einsteigen, wir würden nun in Haft genommen. Wir kamen dann alle ins Gefängnis, für circa eine Woche, vielleicht waren es zehn Tage.“:S. 22 Am bedrückendsten an dieser Aktion war für Fritz Cohen, so seine Erinnerung, dass seitens der Schulleitung keinerlei Erklärungen dazu abgegeben wurden und die Betroffenen nicht wussten, weshalb man sie in ein Gefängnis steckte. Das steht allerdings in einem gewissen Widerspruch zu dem vorhergehenden Zitat, in dem ja Heinrich Kahane sehr wohl als jemand erwähnt wurde, der mit den Schülern über diese Verhaftung gesprochen hat. Und Voigt verweist zudem auf den politischen Zwangscharakter der Aktion, die seiner Meinung nach wesentlich auf Initiativen der Gestapo und der lokalen NSDAP-Ortsgruppe beruhte, die länger schon die Stilllegung der Schule betrieben.

„Die Verhaftung der Leiter, fast aller Lehrer und vieler Schüler beim Staatsbesuch Hitlers im Mai 1938 erreichte ihre Zweck, das Landschulheim gegenüber den italienischen Behörden und seinen Gönnern zu komprimittieren und ihm die Protektion zu entziehen. Die umfassende Aktion war sicherlich erst am Ort von dem Gestapo-Stab zusammen mit dem Ortsgruppenleiter der NSDAP und Vertrauensmann bei der Quästur, Philipp Rettig, beschlossen worden, der Lehrer an der Deutschen Schule war.“

Italien hatte am 7. September 1938 ein Rassengesetz verabschiedet, das allen ab 1919 in Italien eingebürgerten Juden die Staatsbürgerschaft aberkannte und die Ausweisung aller nicht-italienischen Juden androhte. Zusammen mit dem Wegfall des Devisentransfers war dies das Aus für das Landschulheim Florenz. Peiser und Kempner konnten noch mit einem Teil der Schüler nach Nizza ausreisen und dort für kurze Zeit den Schulbetrieb fortsetzen, die übrigen Schüler wurden von in Italien verbliebenen Lehrkräften betreut. Doch über dieses Ende des Landschulheims gibt ebenso kontroverse Erzählungen wie über den Umgang der Schulleitung mit den Verhaftungen während des Hitlerbesuchs.

„Das schlimmste Szenario (und dasjenige, das sich durchgesetzt zu haben scheint) besagt, dass Peiser und Kempner an einem bestimmten Tag willkürlich alle verfügbaren Gelder (d.h. das Schulgeld) zusammentrugen, sich in ein vorbereitetes Versteck, nämlich die Villa Florence in Nizza, absetzten und Schüler mit nicht übertragbaren Vermögenswerten in der Obhut von Dr. Hirsch und Schöpflich zurückließen.“

Das hier erwähnte „schlimmste Szenario“ wurde vor allem von Gabriele Schöpflich und ähnlich von Ernst Levinger beschrieben.

„Als ich am 4. September zum Frühstück in den Speisesaal kam, teilte mir Walter Hirsch mit, dass er die Verantwortung übernommen habe und dass die Kempners, die Peisers und alle Schüler, deren Gebühren in ausländischer Währung bezahlt worden waren, in der Nacht abgereist seien, um sich in Nizza niederzulassen. Man hatte ihm eine Liste von Personen gegeben, die er kontaktieren sollte, um die 10-12 zurückgebliebenen Studenten unterzubringen. Einer von ihnen hatte in der Nacht zuvor das Geld für die Überfahrt nach Palästina bei Kempners in Verwahrung gegeben! Sobald bekannt wurde, dass die Direktion abgereist war, wurden wir in der Stadt von den Angestellten, die seit einer Woche nicht bezahlt worden waren, und von den Kaufleuten in der Stadt, die enorme Summen schuldeten, konfrontiert; Hirschs Reisepass wurde beschlagnahmt. (Ich war mit einem Studentenvisum in Italien gewesen und hatte keine Probleme mit den Behörden.) Walter Hirsch und ich blieben bis zum 14. September in Bordighera und kontaktierten die verschiedenen Adressen, an die die Kinder geschickt werden sollten. Es gab kein Personal mehr, also mussten wir einkaufen (mit unserem eigenen Geld), kochen, abwaschen, waschen, Koffer packen usw. Keiner von uns hat in diesen zehn Tagen viel Schlaf bekommen.“

Ernst M Oppenheimer versuchte Gründe für das Verhalten von Peiser und Kempner zu finden, die gegen ein vorschnelles Urteil über die beiden sprechen, und für Klaus Voigt „war diese Schlussperiode, die im Exil Erregung hinterließ, nicht zu klären“:S. 209 Positiv ist nachzutragen, dass es Schöpflich und Hirsch gelang alle Kinder unterzubringen. Lediglich die Geschwister Stefan und Mimi Rosenthal musste Schöpflich mit nach Florenz nehmen, wo sie dann aber auch von deren Mutter in Empfang genommen werden konnten.

## Konzept und Alltag

### Orientierung an der Tradition der deutschen Gymnasialbildung
Schon das frühe Ausscheiden von Hans Weil beruhte auf unterschiedlichen Auffassungen über die Ausrichtung der pädagogischen Arbeit im Landschulheim Florenz. Feidel-Mertz führt diesen Gründungskonflikt darauf zurück, dass sich die Schule stärker an der traditionellen deutschen Gymnasialbildung orientiert habe als an der Pädagogik der deutschen Landerziehungsheime. Wie bedeutsam eine solche Kontroverse vor dem Hintergrund des schulischen Alltags gewesen sein mag, ist schwer zu beurteilen. Fest steht, dass ein Großteil der Schüler die Einrichtung nur auf Zeit besucht hat, abhängig von den Emigrationsplänen ihrer Eltern. Dennoch versuchte sich das Landschulheim Florenz, wenigstens in seiner Frühzeit, an einer Verbindung von Landerziehungsheim und humanistischem Gymnasium. Es wurde zusammen gelebt, gegessen, und die Distanz zwischen Lernenden und Lehrenden sollte zumindest verringert werden. Daneben stand die Vorbereitung auf die Emigration, und das erforderte die Ausbildung in vielen Fremdsprachen und die Vorbereitung auf sehr differenzierte Schulabschlüsse, die das Studium an Hochschulen in Italien, England, Amerika oder anderen Ländern ermöglichen sollten.
Wenn schon Hans Weil zu wenig Reformpädagogik im Konzept des Landschulheims Florenz zum Ausscheiden bewog, dann scheint mit dem Leitungswechsel von Moritz Goldstein zu Robert Kempner abermals ein Einschnitt bei den verbliebenen reformpädagogischen Ansätzen erfolgt zu sein. Frühere Lehrer lobten die humanistische Einstellung, die unter Goldstein die Schule geprägt habe, währen mit Kempner ein verstärkter Pragmatismus mit negativen Folgen für das Schulklima Einzug gehalten habe. Bei alldem ist aber auch zu beachten, dass nicht nur die Schüler das Landschulheim nur als Heimat auf Zeit erleben konnten, sondern dass auch der gesamte Lehrkörper sehr heterogen zusammengesetzt war, selbst in der Emigration lebte, und nicht selten nach Emigrationsorten außerhalb Italiens und Europa strebte. Vor diesem Hintergrund sind Interessenkonflikte und Spannungen nahezu unausweichlich.

### Die schulischen und berufspraktischen Angebote
Im Exilarchiv der Deutschen Nationalbibliothek in Frankfurt befindet sich ein Prospekt des Landschulheims Florenz. Der Prospekt trägt kein Datum, doch wird auf Seite 4 Robert Kempner als einer der Schulleiter genannt. Aus den oben schon angeführten Daten über den Eintritt Kempers in die Schule und danach in die Schulleitung folgt, dass der Prospekt frühestens aus dem Jahr 1936 stammt. In ihm wird das Landschulheim Florenz als Höhere Schule und Internat vorgestellt, als eine „Bildungsstätte für Knaben und Mädchen im Alter von sechs bis zweiundzwanzig Jahren“, die deutscher, italienischer, österreichischer, ungarischer, polnischer, tschechischer, rumänischer und palästinensischer Staatsangehörigkeit seien. Ihnen soll eine zur Mittleren Reife oder zur Obersekundareife führende allgemeine Schulausbildung zuteilwerden, die durch eine Spezialausbildung ergänzt werden kann. „Die Spezialausbildung besteht entweder in der Vorbereitung auf ein italienisches, englisches oder österreichisches Abiturium oder in der Vorbereitung auf einen Beruf.“ Im Detail ergibt sich daraus folgender Schulaufbau:
1. Grundschule bis zur mittleren Reife (Obersekundareife),
2. Erlernung von Fremdsprachen mit Abschlussdiploın,
3. Italienisches Abiturium,
4. School Certificate und Higher School Certificate der Universität Cambridge, sowie Prüfung des College Entrance Examination Board, New York,
5. Lehrgang zur Ausbildung medizinisch-technischer Assistenten,
6. Schule für Kunsthandwerk
7. Kindergärtnerinnen-Seminar Florenz.

Ein so breites Angebot verlangt natürlich auch nach einem dafür qualifizierten Lehrkörper. Im Prospekt heißt es dazu: „Der Lehrkörper des Landschulheims besteht aus mehr als zwanzig fast ausschließlich internen Lehrern und Erziehern, darunter die Hälfte nichtdeutscher Muttersprache: englisch (vier), italienisch (vier), griechisch, polnisch u. a. Die Lehrer haben eine international anerkannte Fachausbildung.“
Das italienische Abitur wurde als Abschluss hervorgehoben, weil es zum Studium in zahlreichen anderen Staaten berechtigte. Daneben war natürlich die Vermittlung der englischen Sprache und die Vorbereitung auf die entsprechenden Examen von Bedeutung, weil sie nahezu weltweite Studienmöglichkeiten eröffneten. Ausdrücklich wird in dem Zusammenhang auch auf die Immatrikulationsmöglichkeit an der Universität Jerusalem verwiesen. Stolz wird darauf verwiesen, dass alle Prüfungen „bisher stets mit Erfolg abgelegt“ abgelegt worden seien.
Auch bei der berufspraktischen Ausbildung wurde auf zusätzliche sprachliche Qualifikation großen Wert gelegt. So heißt es zum Beispiel in Bezug auf die „Ausbildung medizinisch-technischer Assistenten“: „Die in Deutschland gemachten Erfahrungen berechtigen zu der Behauptung, dass ein mehrsprachig vorgebildeter junger Mensch in den mannigfachsten Zweigen der Medizin Verwendung findet, wenn ihm eine gründliche Durchführung in den verschiedenen Gebieten der medizinischen Diagnostik zuteil geworden ist.“ Die anschließende sehr ausführliche Darstellung dieses Ausbildungsgangs, über dessen Bedeutung im Rahmen des gesamten Ausbildungssystems des Landschulheims keine Informationen vorliegen, ebenso wenig wie über die Anzahl der Auszubildenden, lässt vermuten, dass sie sehr stark von dem Fachwissen seines Leiters, Franz Müller (siehe unten), geprägt waren, der 1936 nach Italien emigriert war.
Ein weiterer berufspraktischer Zweig war die „Schule für Kunsthandwerk“ unter ihrem Leiter Richard Nahrendorf, einem diplomierten Werklehrer und späteren US-amerikanischen Soziologen (siehe unten). Das Ziel dieses Ausbildungszweigs war es, „jugendlichen Menschen vom 15. Lebensjahr ab in einem zweijährigen Kursus die Grundlagen der kunsthandwerklichen Ausbildung“ zu vermitteln. Der Beruf des Kunsthandwerkers wurde in diesem Kontext verstanden als einer „zwischen Kunst und Industrie; er verbindet künstlerisches Gestalten mit technischem Können“. Er sollte erlernt werden nach „den in Deutschland üblichen Richtlinien“, und die erfolgreiche Ausbildung sollte durch ein Diplom bestätigt werden, an dessen Erteilung „ein Professor der Königlichen Kunstakademie von Florenz (Reale Accademia di Firenze)“ beteiligt sei. Auch diese Ausbildung war verbunden mit dem Erwerb breiter sprachlicher Kompetenzen: „Italienisch für Nichtitaliener, Deutsch für Nichtdeutsche obligatorisch“, dazu mindestens eine weitere Fremdsprache. Der abgedruckte Stundenplan im Schulprospekt zeigt, dass die ersten drei Schulstunden täglich dem Spracherwerb vorbehalten waren. Nach erfolgreich bestandenem Diplom offerierte das Prospekt auch die Möglichkeit zu einer einjährigen vertiefenden Spezialausbildung und versprach, „auch die Möglichkeit zu gleichzeitiger praktischer Tätigkeit“ nachzuweisen.
Der dritte berufspraktische Zweig des Landschulheims war das „Seminar für Kindergaertnerinnen und Hortnerinnen“, das, anders als bei den „medizinisch-technischen Assistenten(innen)“, schon sprachlich nur auf weibliche Auszubildende zugeschnitten war und dies biologistisch begründet: „Der Beruf der Kindergärtnerin und Hortnerin bietet jungen Mädchen die Möglichkeit einer natürlichen Kräften und Anlagen der Frau entsprechenden Tätigkeit.“ Innere Befriedigung durch die Arbeit wird versprochen, aber auch die frühe Möglichkeit zu „materielle[r] Selbständigkeit in vielen Ländern“. Grundvoraussetzung hierfür: Vielsprachigkeit, gefördert durch zwei obligatorische Fremdsprachen.
Neben den Grundfächern Pädagogik und Psychologie stand die interkulturelle Kompetenz und ein absehbares Leben in einem fremden Land im Vordergrund: „Gesundheits- und Ernährungslehre unter Berücksichtigung der Auswanderungsländer, Rechtsgrundlagen des Erziehungswesens in den Kulturstaaten, Jugendliteratur der verschiedenen Völker.“ Daneben natürlich Musik, Zeichnen, Werken, Haushalt, Sport.
Eine obligatorische Ergänzung des achtzehnmonatigen Ausbildungsganges, für den die mittlere Reife vorausgesetzt wurde, sollte eine mindestens dreimonatige praktische Tätigkeit in ausländischen Schulen, Kindergärten oder Horten sein. Die danach anstehende Abschlussprüfung sei „den staatlichen Vorschriften angepasst“.

### Das schulische Begleitprogramm
Von den fünf Gebäuden, über die die Schule verfügte, war eins ausdrücklich als „Arzthaus“ ausgewiesen, in dem laut Prospekt ein Internatsarzt praktizierte, „der die Schüler und Schülerinnen gesundheitlich betreut. In jedem Monat findet eine ärztliche Untersuchung statt, über deren Ergebnis die Eltern Bericht erhalten. Es werden nur gesunde Kinder aufgenommen.“ Der Prospekt macht aber auch schon durch die ausführliche Beschreibung der täglich fünf Mahlzeiten deutlich, dass für die Gesundheit der der Schule anvertrauten Schüler hinreichend gesorgt werde. Fünfmal die Woche wird Fleisch garantiert, wobei die „Möglichkeit zu vegetarischer Ernährung“ ebenso gegeben sei und die „Verpflegung […] ständig ärztlich überwacht“ werde.
Während Stadtausgänge nach Florenz für die Schüler nur am „Sonnabend Nachmittag oder Sonntag vorgesehen [sind], bei jüngeren nur unter Aufsicht“, wirbt der Prospekt mit Führungen in Florenz, Wanderungen, im Winter Skitouren und Studienfahrten. Mitte April 1938 wurde beispielsweise eine Studienfahrt nach Venedig unternommen, von der Fritz G. Cohen, einen Gruß an seine Eltern in Ronnenberg schickte. Besonders herausgestellt aber wird der jährliche Aufenthalt am Meer: „In der Zeit vom 1. Juli bis zum 30. September übersiedelt das Heim mit dem gesamten Lehrkörper ans Meer. Während der ersten sechs Wochen am Meer wird der Unterricht fortgesetzt. Die Restzeit dient vor allem Wanderungen, Ausbildung im Schwimmen, Sport, Autofahren.“ Am 3. September 1937 hielt sich das Heim in Bordighera auf, wie aus einer Ansichtskarte der Schülerin Else Seligmann hervorgeht.
Ein solches Angebot hat seinen Preis: „Die Gebühren richten sich nach der jeweils gewünschten Schul- oder Berufsausbildung. Sie betragen für Schüler aus Deutschland den Lire-Gegenwert von RM. 110.-- bis RM. 140.-- […] Bei der Aufnahme von Geschwistern wird eine Ermässigung gewährt. […] Die Erziehungsberechtigten tragen naturgemäss etwaige von ihnen selbst gewünschte Ausgaben für Anschaffungen, Taschengeld, Studienfahrten, Zahnbehandlungen, Krankheitsfälle, sowie den eigenen Materialverbrauch bei Berufsausbildung.“ Bezogen auf das Jahr 2016 und einem auf das Jahr 1937 bezogenen Umrechnungskurs wären das Kosten zwischen 786 und 1.000 €uro gewesen. Dieses Schulgeld lag nur knapp unter dem monatlichen Durchschnittseinkommen im Jahre 1937 (etwa 155.-- RM).

## Mitarbeiterinnen und Mitarbeiter
Kempner schreibt, dass die Angestellten des Landschulheims Florenz möglichst aus Tirol stammen sollten, damit die Kinder jemand hätten, mit denen sie Deutsch sprechen konnten. Dass damit das nicht-pädagogische Personal gemeint sein dürfte, ergibt sich schon daraus, dass nahezu der gesamte Lehrkörper aus deutschen oder österreichischen Emigranten bestanden hat. Es waren durchweg Akademiker, die entweder in Deutschland ihre Stellen aus politischen oder rassistischen Gründen verloren hatten, oder Menschen, die schon in Italien lebten, um hier zu studieren. Ihnen allen, 13 Personen im Jahre 1935 und doppelt so viele zwei Jahre später, bot das Landschulheim Florenz unter bescheidenen Bedingungen die Chance, in Italien zu leben und wirtschaftlich zu überleben. Nach der Verabschiedung der italienischen Rassegesetze im September 1938 begann für sie die nächste Etappe der Emigration, für viele in die USA.
Lehrkräfte und anderes Personal des Landschulheims
- Ernst Abrahamsohn. In Moura Goldin Wolperts „wherabouts“-Liste kommt er nur mit dem Zusatz „married, U.S.A.“ vor, und ohne jeden weiteren Zusatz steht in der Liste direkt unter seinem Namen noch der Name „Dr. Rodler“.[18]:S. 119 Hinter diesem Dr. Rodler verbirgt sich Edith Rodler, mit der Abrahamsohn seit dem Frühjahr 1934 befreundet und seit Februar 1940 verheiratet war. „Edith Rodler, Nicht-Jüdin und Sudetendeutsche, die Medizin studierte und später in Annapolis als frei praktizierende Ärztin arbeitete“[32]:S. 531, gehörte aber nicht zu den Lehrkräften oder sonstigen Mitarbeitern des Landschulheims. Dies ergibt sich aus einem Brief, den Abrahamsohn zu Beginn des zweiten Schuljahres 1937/1938 an seinen Freund Kristeller schrieb und in dem es hieß: „Wir führen (…) – unberufen – ein freundliches privates Dasein“. Edith Rodlers Status am Landschulheim beschrieb er anschließend „als eine Art Mittelding zwischen Gast und Pensionär (gegen Abzug von meinem Gehalt)“.[33]
- Fritz Berend[34]
- Minna Borchardt (geborene Lewinski; * 12. April 1877 in Lyck; † 1977) war die Witwe des in Hannover praktizierenden Arztes Max Borchardt (1874–1924). Das Ehepaar hatte vier Kinder, von denen nur zwei das Kindesalter überlebten. Das jüngste Kind war der Sohn Dietrich Hans Borchardt (1916–1997), dem seine Mutter während dessen Jahren als Schüler in deutschen Landschulheimen, der Emigration und schließlich der beruflichen Fußfassung in Neuseeland und Australien eng verbunden blieb. Minna Borchardts Foto auf einem australischen Dokument vom 16. Oktober 1950 (Das Bild wurde mit freundlicher Genehmigung der National Archives of Australia zur Verfügung gestellt. NAA: P1184, BORCHARDT M.)

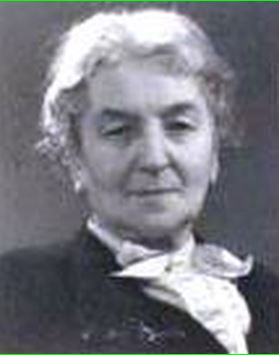
Minna Borchardts Foto auf einem australischen Dokument vom 16. Oktober 1950 (Das Bild wurde mit freundlicher Genehmigung der National Archives of Australia zur Verfügung gestellt. NAA: P1184, BORCHARDT M.)

Zusammen mit ihrem Sohn meldete sich Minna Borchardt am 1. November 1928 von Hannover nach Burg Marquartstein im Chiemgau ab.[35] Allerdings war ihr Sohn zuvor bereits Schüler des Nordsee-Pädagogiums in Wyk auf Föhr gewesen und wechselte 1928 mit Hermann Harless in dessen Neugründung, das Landschulheim Marquartstein. Minna Borchardt fand dort eine Anstellung als Hausdame und Gesundheitspflegerin, wie Hermann und Elisabeth Harless im November 1929 in einem Brief an die Eltern ihrer Schüler berichteten. „So glauben wir, daß gerade auch irn Winter unser Heim, besonders für jüngere Kinder, jede MögIichkeit zur Kräftigung bietet, zumal wir in Frau Dr. Borchardt, unserer Hausdame, eine Gesundheitspflegerin zur Seite haben, die jede Schwäche bemerkt und ihr sofort aus vierjähriger Erfahrung mit moderner Therapie abzuhelfen weiß.“[36] Wo Minna Borchardt, die in Anlehnung an den Titel ihres verstorbenen Mannes immer auch die Frau Dr. Borchardt blieb, ihre „vierjährige Erfahrung mit moderner Therapie“ gemacht hatte, ließ sich ebenso wenig eindeutig klären wie die Dauer ihres Aufenthalts in Marquartstein. Sicher ist, dass Dietrich Borchardt die Schule 1931 verließ[36] und aus Furcht vor dem stärker werdenden Nationalsozialismus Arbeit im benachbarten Ausland suchte.[37]
Ernst Martin Oppenheimers Erinnerungsbuch ist zu entnehmen, dass Minna Borchardt bereits 1934 am Landschulheim Florenz in ähnlicher Funktion tätig war wie zuvor in Marquartstein. „Tante Minna, Frau Dr. Borchadt, war die Witwe eines Arztes und leitete den gesamten Internatsbetrieb der Schule, keine leichte Aufgabe, denn die Unterbringung der Schüler und des Personals war auf vier oder fünf oder mehr gemietete Villen verteilt. Die Mahlzeiten wurden jedoch immer im großen Speisesaal der Pazzi eingenommen. Dies erforderte ein beträchtliches Organisationstalent und große Zielstrebigkeit. Außerdem diente sie, wie in solchen Schulen üblich, als Sanitätsposten und verabreichte Aspirin, giftige Sirupe usw.“[18]:S. 24[38] An gleicher Stelle findet sich auch noch ein an Oh Tannenbaum angelegter Liedtext in deutscher Sprache von der Jahreswende 1934/35: „0, Tante Mimıa, wackeres Weib, // Du sorgst für unsre Mägen. // Doch kochst Du auch in purem Gold, // Von uns wird stets Dir doch gegrollt. // Kocht’ Wolfram uns ’nen Blumenfraß // Wir wär’n ja so zufrieden.“ In ähnlicher Weise wurde dort auch Dietrich Borchardt besungen, der in Florenz arbeitete und die Wochenenden bei seiner Mutter im Landschulheim verbrachte.[18]:S. 25 Weniger wohlwollend äußerte sich Gerda Berlowitz in ihren Erinnerungen über Minna Borchardt, von der und einer weiteren Person aus dem Landschulheim sie 1936 bei ihrer Ankunft in Florenz am Bahnhof abgeholt worden war. „Wir wurden am Bahnhof von zwei älteren Damen abgeholt, die beide älter aussahen und waren als meine Mutter. Unsere Herzen sanken. Die eine war die weißhaarige, gebrechlich wirkende Mutter eines Lehrers, der selbst einen Sohn in unserem Alter hatte. Die andere war die grauhaarige, robuste Witwe eines Arztes, die ihren Lebensunterhalt damit verdiente, in der Schule medizinische Hilfe zu leisten, wie eine Göttin der Gerechtigkeit mit verbundenen Augen. Sie glich einem Automaten, in den man seinen Pfennig einwarf und seine Chance nutzte. Wenn man Glück hatte, bekam man die richtige Medizin für das, was einen plagte. Zum Glück waren wir recht gesund und hatten unsere Neigung zu Ohrenentzündungen abgelegt. Wenn diese unqualifizierte Dame zugab, dass sie überfordert war, wurde ein italienischer Arzt geholt.“[39][40]:S. 34 f. Einige Absätze weiter weiß Weil noch zu berichten, dass „Schatulle der Spitznamen von Frau Borchardt“ gewesen sei.[40]:S. 35
Ende 1938/Anfang 1939 mussten die beiden Borchardts aufgrund ihrer jüdischen Religionszugehörigkeit Italien verlassen. Vorübergehend scheinen sich ihre Wege getrennt zu haben. Während Dietrich Borchardt 1939 ein Visum für Neuseeland erhalten hatte und sich nach dort begab[41], finden sich für Minna Borchardt im Internet nicht weiter verifizierbare Hinweise, dass sie nach Palästina eingewandert sei. Indirekt bestätigt wird das durch einen Eintrag in einer Passagierliste für den Zeitraum November 1946 – Juni 1947, aus dem hervorgeht, dass die Witwe Minna Borchardt – „Nationalité: Palestinian“ – mit einem französischen Schiff in Melbourne ankam. Als (Ziel-)Adresse ist „c/o D.H.Borchardt […], Johnsonville - Wellington, New Zealand“ eingetragen.[42] Ein Jahr später, in einem Dokument in den Datenbanken der National Archives of Australia, wird ihre Religionszugehörigkeit als „unknown“ festgehalten.[43] Ein weiteres Dokument, das ihre Ankunft von Wellington am 16. Oktober 1950 per Schiff in Sydney festhält, weist aus, dass sie über keinen Pass verfügt, aber über ein am 5. September 1950 in Dunedin ausgefertigtes Zertifikat, das ihr die unbegrenzte Aufenthaltsgenehmigung in Australien garantiert. Als Zweck ihrer Einreise gab sie an: „to live with my son a. Family“ in Hobart.[44]
Über das weitere Leben der 1977 im Alter von einhundert Jahren verstorbenen Minna Borchardt gibt es keine Hinweise.
- Karl Eduard Cahn-Bronner soll zusammen mit einem „Dr. Siegfried Adler“ und einem „Dr. Dellabrella“ praxisorientierte Ergänzungskurse in Labortechnik angeboten haben. Die Laboranten-Kurse seien in Zusammenarbeit mit einer lokalen Einrichtungen erfolgt, in dem Fall mit einem städtischen Krankenhaus, an dem Dellabrella Direktor des Labors gewesen sei.[18]:S. 20
- Enrico Castelli wird von Eva Keilson in der Gegenüberstellung zu Guido Porzio nicht gerade begeistert vorgestellt. Castelli war für sie „ein ganz anderer Typ: Er war Mathematiker und Naturwissenschaftler, sehr trocken, nicht sehr interessant – wir mussten uns nur um die Themen kümmern“.[45][18]:S. 79 Leider sind das die einzigen Hinweise auf Castelli, weshalb es sich auch nicht mit Sicherheit sagen lässt, ob es sich um den jüdischen Physiklehrer Enrico Castelli handelt, der am 5. Dezember 1869 in Livorno zur Welt kam und am 23. Mai 1944 in Auschwitz ermordet wurde – ebenso wie seine Tochter Olga Renata (* 1919 – ermordet am 31. Juli 1944). An sie beide erinnern in Florenz zwei Stolpersteine.[46]
- Attilo Giannesi[47] war Lehrer für literarische Fächer: „Als mindestens die Hälfte der Pazzi-Leute schließlich US-Bürger wurden, war Attilio Gianesi kurioserweise der einzige an der Schule, der so ausgestattet war. Er wurde in den Vereinigten Staaten geboren und als Säugling nach Italien gebracht. Sein Vater fiel im [Ersten Welt-]Krieg, wodurch er Anspruch auf eine Waisenrente hatte. Seine Qualifikation wurde als „insegnante materie letterarie“ angegeben. Da im LHF nur wenig Italienisch gesprochen wurde, war er in dieser Hinsicht nützlich, da er weder Deutsch noch Englisch, höchstens Französisch konnte. Die Jahre 1938–1945 waren für seine Altersgruppe sehr gefährlich; man kann nur hoffen, dass er genug Scharfsinn aufbrachte, um sie zu überleben.“[48][18]:S. 35
- Moritz Goldstein
- Thomas Goldstein. „Obwohl er formal nicht mit dem LHF verbunden war, ist sein starker Einfluss auf die Schüler im Bereich der Geisteswissenschaften und der Politik nicht vergessen.“[49][18]:S. 56
- Heinz Guttfeld und Ellen Ephraim
- Miss Hecksher wird von Moura Goldin Wolpert ohne weitere Hinweise als „English teacher ‚Fräulein Miss Hecksher‘“ erwähnt.[18]:S. 88
- Walter Hirsch, geboren am 6. September 1909 in Kempen, machte 1926 das Abitur. Er studierte zwei Semester an der Universität in Freiburg und die folgenden sieben Semester in Berlin. Er wurde am 6. Oktober 1931 an der Humboldt-Universität in Berlin zum Doktor der Mathematik promoviert. Danach arbeitete er für zwei Jahre als Referendar an der Schulfarm Insel Scharfenberg in Berlin. Mit der Machtergreifung der Nazis endete seine Karriere, weshalb er am 31. März 1934 nach Italien emigrierte und anschließend Lehrer am Landschulheim Florenz wurde. Walter Hirsch gehörte zu denen, die mit einem Teil der Schüler nach Frankreich gingen. Doch hier wurde er vom Vichy-Regime inhaftiert. Trotz großer Bemühungen von Freunden und Kollegen aus den USA (darunter Albert Einstein, den er mit einem Manuskript über Methoden, Schülern die Relativitätstheorie zu vermitteln, beeindruckt hatte) erhielt er kein Ausreisevisum für Frankreich und durchlief stattdessen die Lager Les Milles und Gurs. Am 17. August 1942 wurde er vom Drancy aus nach Auschwitz deportiert, wo sich seine Spur verliert.[50][51]
- Leonard Jarvis, „a Yorkshireman“, unterrichtete Englisch.[18]
- Heinrich Kahane[52]
- Renée Kahane[53]
- Robert Kempner
- Paul Oskar Kristeller
- Franz Leppmann
- Wyn Lewis, „Welshman, ex-teacher from Bedeles School in Wales“ habe Englisch unterrichtet.[18]
- Ernst Moritz Manasse. In seinem Beitrag Recollections concerning the Landschulheim Florenz in dem Buch Dial 22-0756, pronto. Villa Pazzi: memories of Landschulheim Florenz 1933–1938 beschreibt Manasse anschaulich die etwa zwei Jahre (1935–1937), die er und seine Frau am Landschulheim verbrachten.
- Marianne Manasse
- Prof. Dr. rer. nat. et. med. Franz Müller wird im Prospekt des Landschulheims als „ehemaliger Professor an der Universität Berlin“ und Leiter des „Lehrgang[s] zur Ausbildung medizinisch-technischer Assistenten(innen)“ erwähnt.[26] Erste knappe Hinweise zu ihm finden sich im Katalog der Deutschen Nationalbibliothek. Demnach lebte er von 1871 bis 1945, wurde in Berlin geboren und starb im französischen „Vayence (Var)“. Er wird als Arzt und Pharmakologe vorgestellt und unter anderem als Herausgeber der Hilfsbücher für wissenschaftlich-technische Hilfskräfte.[54]
Mehr über das Schicksal von Franz Müller und seiner Frau Susanne offenbaren die Erläuterungen auf der Webseite des Berliner Bezirksamts Charlottenburg-Wilmersdorf zum „Stolperstein Kastanienallee 39“. Aus den dortigen Informationen ist ersichtlich, dass Franz und Susanne Müller 1936 zunächst nach Fiesole bei Florenz flüchteten und dann 1938 weiter nach Südfrankreich. „Dort wurde sie während der deutschen Besatzung jedoch von der Geheimen Staatspolizei aufgegriffen und festgenommen und in das Internierungslager Drancy bei Paris gesteckt. Franz Müller, der inzwischen 71 Jahre alt war, konnte sich retten und ist am 1. Oktober 1945 an seinem Exilort Banégon gestorben. Das Ende des Zweiten Weltkriegs und damit die Befreiung vom Nationalsozialismus hat er noch miterlebt. Zu diesem Zeitpunkt war Susanne Müller längst ums Leben gebracht worden. Am 7. September 1942 wurde sie in einem Eisenbahnzug aus Drancy mit 1000 Menschen nach Auschwitz gebracht, kam dort nach einer zwei Tage dauernden quälenden Fahrt an und wurde im Alter von 38 Jahren ermordet.“[55]
- Richard Nahrendorf, ein diplomierter Werklehrer.[56] Dass es sich bei diesem „diplomierten Werklehrer“ um den späteren amerikanischen Soziologen Richard O(tto) Nahrendorf (* 19. Mai 1906 in Plauen/Vogtland; † 21. Mai 1982) handelt, ergibt sich aus dem Nachlass von Ernst Moritz Manasse und seiner Frau Marianne im Bestand des Exilarchivs in der Deutschen Nationalbibliothek in Frankfurt am Main.[57] Dort gibt es zwei Briefe, die die Bekanntschaft Nahrendorfs mit Ernst Moritz Manasse aus ihrer gemeinsamen Zeit in Florenz bestätigen. Im ersten Brief vom 3. November 1947 (Absenderadresse: 2690 Menlo Ave. Los Angeles 7, Cal.) schreibt Nahrendorf an Manasse und erklärt, dass er einen Artikel von ihm über Max Weber gefunden habe.[58] Er frage nun an, ob der Autor dieses Artikels der Manasse sei, den er von Florenz her kenne. Er selber sei seit Frühjahr 1944 in Los Angeles und schreibe gerade an seiner Dissertation über Max Weber und habe dieses Semester einen Lehrauftrag über 6 Unterrichtseinheiten. Der Brief schließt mit einem Gruß von ihm und seiner Frau Erika. Die Antwort von Manasse erfolgte drei Tage später, am 6. November 1947: „Es hat mich gefreut, von ihnen und von Ihrer Frau zu hoeren. Ich wusste, dass sie im Krieg waren und auch, dass sie gesund daraus zurueckgekehrt waren, hatte aber keine Ahnung wo Sie dann geblieben waren.“ In einem dritten Brief vom 18. November 1947 geht Nahrendorf auf diese nunmehr festgestellte gemeinsame Vergangenheit in Florenz nicht mehr ein und berichtet nur noch von seinen Schwierigkeiten bei der Literaturbeschaffung für seine wissenschaftlichen Arbeiten, von dem bislang erfolglosen Versuch, mit Max Horkheimer Kontakt aufzunehmen und von der Hilfe Golo Manns bei der Literaturbeschaffung.
Obwohl im WorldCat einige Veröffentlichungen von Nahrendorf verzeichnet sind,[59] sind biografische Daten über ihn rar. Er wurde als Richard Otto Nahrendorf am 9. Mai 1906 in Plauen im Vogtland geboren. Auf der Ausbürgerungsliste 180, Pos. 109, im Deutschen Reichsanzeiger und Preußischen Staatsanzeiger Nr. 131 vom 7. April 1940 wird ihm die deutsche Staatsangehörigkeit entzogen. Wo Nahrendorf sich zu dieser Zeit aufhielt, ist nicht bekannt, auch nicht, auf welche Weise er in die USA gelangte. Die oben erwähnte Dissertation ist 1948 erschienen und trägt den Titel „Origins and Interpretations of Selected Socilogical Concepts of Max Weber“.[60] Aus einem Nachruf der California State University in Los Angeles geht hervor, dass Nahrendorf, ein „emeritus Professor of Sociology […] was a member of the University faculty from 1950 to 1971, and was a recognized expert on such subjects as capital punishment, violence, and social change. Born in Germany, Dr. Nahrendorf received his collegiate training at Leipzig University and the University of Southern California.“[61] Er starb am 3. Mai 1982.
- Fritz C. Neumann (1897–1976), früher Lehrer an der Lichtwarkschule in Hamburg, unterrichtete 1936 am Landschulheim,[62] allerdings für nur sehr kurze Zeit: „Nachdem Neumann aber aus Protest gegen eine für ihn zu niedrige Entlohnung, gegen karge Kost und unbequemes Logis einen Aufstand inszeniert hatte, wurde er entlassen.“[63] Das war im Frühsommer 1936.
- Leonardo Olschki[64]
- Ida Orloff
- Giorgio Pasquali. In der Anmerkung 144 zu Karl Wolfskehls Briefwechsel aus Italien 1933–1938 findet sich der Hinweis, dass dieser Professor für klassische Philologie in Florenz am Landschulheim mitgearbeitet hat.[65]
- Peter Piccard, Sportlehrer.[18] Sein Name taucht in den Studien von Feidel-Mertz oder Irmtraud Ubbens nicht vor, doch spricht der Eintrag auf der Webseite „Stolpersteine Konstanz“ sehr dafür, dass er der am 7. Januar 1919 in Konstanz geborene und am 11. August 2013 in Walnut Creek, Kalifornien, gestorbene Peter Piccard ist. Er war begeisterter Sportler, dem wegen seines jüdischen Glaubens sportliche Aktivitäten in Deutschland immer weniger erlaubt worden waren. Am 30. März 1938 reiste er nach Florenz, weil sein Vater ihm dort eine Stelle als Hilfs-Sportlehrer beschafft hatte. Da das Landschulheim aber gegen Ende des gleichen Jahres schon geschlossen werden musste, konnte er dort nur noch kurz tätig sein. Er floh über Schweden und die Sowjetunion in die USA, wo er zunächst Sportlehrer war, später Zahnmedizin studierte und schließlich eine eigene Praxis in Walnut Creek (Kalifornien) betrieb.[66] Piccards kurze Anwesenheit am Landschulheim wird auch bestätigt von Ernst Levinger, einem ehemaligen Schüler, der von ihm in Bordighera das Kraulschwimmen erlernte und ihm Jahre später in Kalifornien begegnete.[18]:S. 94
- Werner Peiser und seine damalige Ehefrau Esther (geborene Liepmann; † 1954)
- Guido Porzio war nach Irmtraud Ubbens Schüler des Lyrikers Giosuè Carducci und sei zur literarischen Figur in Giorgio Bassanis Roman Die Gärten der Finzi Contini geworden.[67] Vermutlich handelt es sich dabei um den am 10. Dezember 1868 geborenen und am 21. November 1957 verstorbenen Historiker, Übersetzer und Mitbegründer[68] der Nuova Rivista Storica.
Porzio (für die geisteswissenschaftlichen Fächer) und sein Kollege Enrico Castelli (für die naturwissenschaftlichen Fächer) seien vor allem als Lehrer-Coaches eingestellt worden, um diese besser zu befähigen, ihre Schülerinnen und Schüler auf die italienischen Schulprüfungen vorzubereiten. Dies sei „die geniale Idee von Henry Kahane als Studiendirektor und Werner Peiser mit seinen Kontakten zu den Bildungsinstitutionen“ gewesen.[18]:S. 22 [69]
- Hans Richter (art teacher) heißt es auf einer Bildlegende.[18]:S. 116 Ob damit Hans Richter gemeint ist, lässt sich nicht verifizieren. Dessen Exilstationen sind in nahezu allen Quellen nur bruchstückhaft dargestellt. Einigkeit besteht darin, dass er 1933 aus Deutschland emigrierte. Im Historischen Lexikon der Schweiz (HLS) heißt es, er habe ab 1933 im Exil gelebt und sei 1937 in die Schweiz übergesiedelt, von wo er 1941 auf Druck der Fremdenpolizei ausgewiesen worden und in die USA gegangen sei. Das klärt allerdings nicht, wo sich Richter zwischen 1933 und 1937 aufgehalten hat, womit auch nicht auszuschließen ist, dass er sich in Italien aufhielt und Kunstunterricht im Landschulheim erteilte.[70]
- Franz Rosenthal
- Nicolai Rubinstein (1911–2002) Der Historiker wird von Federica Rocchi als Lehrkraft am Landschulheim erwähnt; in zwei Nachrufen fanden sich dazu allerdings keine Hinweise.[71]
- Gabriele Schöpflich, geboren am 1. März 1912 in München, gestorben am 18. August 2001 in Philadelphia, studierte nach ihrem Abitur im Jahre 1931 in München und Berlin Klassische Philologie. Im Dezember 1933 ging sie nach Florenz, wo sie 1935 ihr Studium abschloss. Von 1935 bis 1938 unterrichtete sie am Landschulheim Florenz Latein, Griechisch und Geschichte.[72]
Schöpflich gehörte zu den Lehrkräften, die nach der Schließung des Landschulheims und der Abreise Peisers mit einem Teil der Schüler in Florenz verblieben war und sich im September 1938 erfolgreich um die Unterbringung der restlichen zwölf Schüler kümmerten.[32]:S. 540 Anschließend kehrte sie nach München zurück und wanderte von dort 1940 in die Vereinigten Staaten aus.
Gabriele Schöpflich war seit 1944 mit Henry Hoenigswald verheiratet, „den sie aus der Zeit in Italien und auch vorher schon aus München kannte“.[73]
- Jacob Leib Teicher (1904–1981) findet bei Moura Goldin Wolpert ohne Vornamen nur Erwähnung im Zusammenhang ihrer „small Hebrew class with Dr. Teicher“ und erhält später noch das Attribut Oxford.[18]:S. 89 und S. 119 Ohne Bezug zum Landschulheim findet sich bei Voigt dann ein Hinweis auf einen polnischen Juden Jacob Teicher am Istituto Superiore di Magistero in Florenz[11]:S. 105. Von da führte die Spur schnell zu jenem Jacob Leib Teicher, der Arabisch und Jüdische Philosophie in Italien studiert und seinen Abschluss in Philosophie und orientalischen Sprachen an der Universität Florenz erworben hatte.[74] Der direkte Bezug zum Landschulheim befindet sich dann in einem weiteren Aufsatz seiner Tochter Anna Teicher, in dem sie berichtete, dass ihr Vater, sich „in einer Art akademischer Schwebe befindlich“, sich auch „seinen Lebensunterhalt verdienen [musste], und so begann er am Landschulheim Florenz zu unterrichten, einem Internat für deutsch-jüdische Jungen, das ihm und den anderen vor dem Nationalsozialismus geflohenen jüdischen Gelehrten, die den Lehrkörper der Schule bildeten (darunter eine Zeit lang Paul Oskar Kristeller), ein Mindestmaß an Sicherheit angesichts der herrschenden Prekarität bot.“[75]
Teichers Lehrtätigkeit am Landschulheim begann und endete offenbar 1938: „Im Jahr 1938 befand er sich auf einer Studienreise in England, als die italienische Regierung unter Mussolini alle ausländischen Juden auswies, so dass er nicht nach Florenz zurückkehren konnte. Von 1939 bis zu den Kriegsjahren verdiente er seinen Lebensunterhalt in Oxford und London mit kurzfristigen Anstellungen, bevor er 1946 zum Rabbinatsdozenten in Cambridge ernannt wurde. Die Stelle war seit sechs Jahren unbesetzt.“[76] Teicher übte diese Tätigkeit bis zu seinem Ruhestand im Jahr 1971 aus und starb ein Jahrzehnt später in Cambridge.
- Paolo Tumiati war der Sohn der englischen Malerin Beryl Cottrell[77] und des italienischen Schauspielers Gualtiero Tumati[78]. Nach Eva Keilson kam Paolo Tumiati „im Mai 1935 an die Schule. Er hatte das Liceo Classico in Rom absolviert und studierte an der Universität von Florenz. […] Er schrieb Theaterstücke und spielte Theater, er war ein begabter Maler, war perfekt zweisprachig und mit Dante und Shakespeare gleichermaßen vertraut. Außerdem war er ein begnadeter Pianist (Lieblingskomponist: Chopin) und ein guter Sportler. Deutsch lesen, sprechen und schreiben lernte er fast durch Osmose – ich weiß nicht, ob es ihm jemand beigebracht hat. […] Er unterrichtete Englisch, Italienisch, Literatur und Geschichte. Er hatte die Gabe, den Unterrichtsstoff lebendig zu gestalten. Sein einzigartiger Wert für die Schule war die Tatsache, dass er vor kurzem das italienische Schulsystem durchlaufen hatte und mit den Prüfungsanforderungen vertraut war. Er und Thomas Goldstein wurden sofort enge Freunde.“[79][18]:S. 68 f.
Wolfgang Wasow berichtet, Tumiati sei um 1940 über Frankreich geflohen und habe sich als Freiwilliger der British Army angeschlossen, er sei in Nord-Afrika gefallen („killed in action“).[80] Irmtraud Ubbens präzisiert das dahingehend, dass sich Tumiati der britischen Armee unter dem Namen seiner englischen Mutter angeschlossen habe und bei der Landung der Alliierten in Tunesien gefallen sei.[81]
- Wolfgang Wasow und Gabrielle Bernhard
- Hans Weil

## Schülerinnen und Schüler
Der Schwerpunkt der Forschung über die Schulen im Exil lag auf dem Transfer reformpädagogischer Ideen in die jeweiligen Emigrationsländer, der Gründung entsprechender Einrichtungen und deren Akteure. Weniger im Fokus standen die Schülerinnen und Schüler dieser Neugründungen, weshalb sich die Rekonstruktion von deren Geschichte meist viel schwieriger gestaltet als beim Lehrpersonal. Ein wenig einfacher gestaltet sich die Suche im Falle des Landschulheims, weil das Buch A. W. L. M. (Hrsg.): Dial 22-0756, pronto. Villa Pazzi – und dort insbesondere die Liste von Moura Goldin Wolpert über die „Wherabouts of some former students“ – eine Fülle von Namen von Ehemaligen des Landschulheims enthält. Diese Namen liefern aber in den meisten Fällen nur Anhaltspunkte für weitere Recherchen und nur selten direkte Hinweise auf biografische Details.
- Über die Geschwister Renate, Michael und Angelika Baumann[18]:S. 119 liegen in Bezug auf ihren Aufenthalt im Landschulheim und ihr weiteres Leben keine Informationen vor. Dokumentiert ist lediglich ihre Ausreise aus Groß-Britannien sowie ihre Ankunft in Ellis Island im Dezember 1938. Nach den UK and Ireland, Outward Passenger Lists. 1890–1960 verließen am 14. Dezember 1938 Renate (15 Jahre alt), Michael (12) und Angelika (12) Baumann zusammen mit ihren Eltern Rudolf (Direktor, 49) und Lisbet (Hausfrau, 41) Baumann Southampton mit dem Ziel New York.[82] Die Datenbank von Ellis Island nennt als Geburtsort der Kinder Leipzig, während der Vater in Driesen und die Mutter in Breslau geboren wurde. Der letzte Wohnort der jüdischen Familie war Berlin.
Der Geburtsort Driesen des Vaters ist insofern von Bedeutung, weil er zeigt, dass es derselbe Rudolf Baumann war, der bereits im März 1938, auch damals von Southampton kommend und auf der Queen Mary reisend, die USA besuchte. Das lässt auf eine gut vorbereitete Emigration schließen.
- Von den Geschwistern Willi und Gerda Berlowitz wird in Moura Goldin Wolperts Liste lediglich Gerda mit dem Zusatz „Sweden, Israel“ erwähnt.[18]:S. 120 In einem Text auf der Webseite der Israelischen Nationalbibliothek ist jedoch zu lesen, dass Im Jahr 1936 Gerda und ihr älterer Bruder auf eine deutsch-jüdische Schule in Florenz geschickt worden seien.[83]
Der Vater der beiden, Julius Berlowitz (* 21. Dezember 1875 in Insterburg; † April 1943 im Ghetto Theresienstadt), war zusammen mit seinem Bruder Besitzer eines Schuheinzel- und -großhandels in Berlin[84]:pdf-S. 7[85] und war verheiratet mit Hinde Esther Else Kupferberg (* 2. Januar 1892 in Drohobycz; † Januar 1943 in Theresienstadt). Julius und Hinde Esther Berlowitz waren am 14. September 1942 von Berlin aus nach Theresienstadt deportiert worden, wo sie den Tod fanden.[86]
Die beiden Kinder von Julius und Hinde Esther Berlowitz haben Wiedergutmachungsverfahren um Vermögensstände ihrer Eltern geführt.[87] Im Juli 2003 konnten sie zudem mit Hilfe des Claims Resolution Tribunal in einem Verfahren um jüdische Vermögen bei Schweizer Banken einen Schadensersatzanspruch über 216.000 Schweizer Franken (CHF) durchsetzen, der auf Bankguthaben ihres Vaters in der Schweiz basierte.[88] In einem weiteren, 2010 abgeschlossenen Verfahren wurden zusätzliche Restitutionsansprüche in Höhe von CHF 802.029,38 anerkannt.[89]
  - Willi (Wolf) Berlowitz (* 8. August 1920 in Berlin; † 11. Februar 2015 in Saginaw (Michigan)), der sich später William Kurt Berton nannte, soll Deutschland 1933 auf Wunsch seiner Eltern verlassen haben, um in Frankreich und Italien zur Schule zu gehen.[90] In den Erinnerungen seiner Schwester heißt es dazu: „Bill ging zwei Jahre lang in Frankreich zur Schule. Dann beschlossen meine Eltern, uns gemeinsam nach Italien zu schicken, weil sie das Schulgeld von Deutschland dorthin überweisen konnten. (Bill spent two years in school in France. Then my parents decided to send us together to Italy because they could transfer the school fees from Germany there.)“[91]:S- 34 Das war im Frühjahr 1936, Gerda war zwölf und ging auf dreizehn zu, Willi auf sechzehn.
Der Aufenthalt der beiden am Landschulheim dauerte nicht sehr lange. Bei einem Besuch der Mutter war diese nicht überzeugt von der Schule und meldete ihre Kinder ab. Willi wurde nach Meran geschickt, um im Hotelgewerbe zu lernen und erhielt im Sommer 1937 einen Job in einem Hotel in Rom.[91]:S. 38 f. Er emigrierte 1938 nach Kuba und kam 1940 in die USA.
Seinbe Schwester Gerda traf er erstmals wieder 1954, als diese zusammen mit ihrem Mann und ihrer kleinen Tochter zu Verwandtenbesuch in die USA kam.[91]:S. 185 f.
Von 1944 bis 1946 diente Berlowitz/Berton in der US-Army und studierte anschließend von 1947 bis 1951 Maschinenbau an der University of Wisconsin–Milwaukee und an der University of Wisconsin–Madison. Das Studium schloss er mit einem Bachelor of Science in Maschinenbau ab.[84]:pdf-S. 7
Nach mehreren Jahren als Maschinenbauingenieur studierte Berton an der Wayne State University in Detroit Jura und schloss dieses Studium 1971 mit einer Promotion ab. In einer Pressemitteilungen vom 29. Januar 2015 hieß es, dass er über 41 Jahre Erfahrung als Anwalt mit einer eigenen Kanzlei verfüge.[92]
Berton war seit dem 15. Februar 1948 Shirley Weinberg aus Milwaukee verheiratet; das Paar hatte vier Kinder.[84]:pdf-S. 7 1998 erschien von Berton in den USA ein Buch über die Vorfahren seiner Familie.[93]
  - Gerda Berlowitz (* 29. Juni 1923 in Berlin; † 17. März 2008 in Kirjat Bialik) besuchte nach ihrer Schulzeit in Deutschland vom Frühjahr 1936 an das Landschulheim. Ihre Erinnerungen legen nahe, dass das nur für wenige Monate gewesen sein kann, bevor sie vermutlich im Spätsommer 1936 bereits wieder abgemeldet wurde, weil ihre Mutter mit den Verhältnissen nicht einverstanden war. Gerda musste mit zurück nach Berlin und besuchte dort – wie früher – die Theodor-Herzl-Schule.[91]:S. 38 Im Sommer 1937 reiste sie mit ihren Eltern erneut nach Italien, und die Eltern beschlossen, Gerda unter der Obhut ihres Bruders auf einer Schule in Rom zu lassen, die von den Schwestern Unserer Lieben Frau von Sion betrieben wurde.[91]:S. 39 Im Frühjahr 1938 lief Gerdas Reisepass ab. Dessen Verlängerung wäre in Rom möglich gewesen, allerdings verbunden mit dem Preis, nicht mehr nach Hause zurückkehren zu können. Das wollten ihre Eltern nicht und organisierten ihre Rückreise.
In Berlin besuchte Gerda Berlowitz eine Handelsschule.[91]:S. 46 Da ihr das nach den Novemberpogromen 1938 nicht mehr erlaubt war, arbeitete sie in einem jüdischen Kindergarten und begann eine neunmonatige Kindergärtnerinnenausbildung. Eine Möglichkeit, sich der Jugend-Aliyah anzuschließen und nach Palästina zu gehen, verfolgte sie auf Bitten ihrer Mutter nicht weiter.[91]:S. 52
Als der Zweite Weltkrieg ausbrach war Gerda Berlowitz zwar im Besitz eines gültigen Affidavits für die Vereinigten Staaten, aber sie befand sich am Ende der Warteschlange für Einreisezertifikate in die USA. Neben vielen anderen Aktivitäten konnte sie bis Mai 1941 auch noch einen Sprachkurs besuchen, wurde anschließend aber direkt zur Zwangsarbeit bei den Deutschen Telephonwerken verpflichtet.[91]:S. 59
Der Name von Gerda Berlowitz taucht immer wieder im Zusammenhang mit einer spektakulären Flucht aus Nazideutschland nach Schweden auf, die zur Verleihung des Ehrentitels Gerechter unter den Völkern an den daran beteiligten Helfer, Sigurd Larsen, führte.[94]
Gerda Berkowitz lernte ihren späteren Ehemann Joachim Marcuse (* 1. März 1917) bei Veranstaltungen des Jüdischen Kulturbundes in Berlin kennen. „Beide waren Anhänger der sozialistischen Bewegung; sie wurden wegen ihrer jüdischen Herkunft verfolgt und mussten Zwangsarbeit leisten. Im Januar 1942 heirateten sie.“[95][96] Die Wallenberg-Foundation berichtet weiter, dass Gerda Marcuse ihre Arbeitskollegin Hilma Ludomer, die der Sabotage bezichtigt worden war, für zwei Wochen bei sich zu Hause versteckte, bevor diese in eine andere Unterkunft ausweichen musste, um die Fluchtpläne der Marcuses nicht zu gefährden. Hilma Ludomer überlebte im Versteck eines nichtjüdischen Freundes.
Die Flucht der Marcuses und ihres erst spät eingeweihten Freundes Kurt Lewin (Kurt Levin) beruhte auf einem Plan von Joachim Marcuse und basierte auf dessen langjähriger Bekanntschaft mit dem Geschäftsfreund Sigurd Larsen. Dieser versteckte die drei am 24. Dezember 1942 in einem Holztransport nach Schweden. Der Waggon blieb zunächst vier lange Tage an Güterbahnhof Berlin-Treptow stehen, bevor die Fahrt nach Schweden begann. Mit der Fähre von Sassnitz aus erreichte der Transport am 31. Dezember 1942 Trelleborg, von wo aus sich die drei Flüchtenden mit einem normalen Zug nach Malmö begaben und in der Neujahrsnacht 1943 um politisches Asyl baten.[97]
Kurt Lewin wurde in Schweden ein bekannter Musiker[98], und „Gerda Marcuse ging nach ihrer Scheidung von Joachim Marcuse nach Israel“.[97] Nach der oben bereits zitierten israelischen Nationalbibliothek arbeitete Gerda Berlowitz nach der Scheidung für den Jüdischen Weltkongress und ging nach dem Ende des Zweiten Weltkriegs nach Paris, um für die Jugend-Alijah zu arbeiten. Im Februar 1948 emigrierte sie nach Palästina und heiratete Josef Weil, den sie in Paris kennengelernt hatte.[83] Im Stammbaum der Familie Berlowitz heißt es dazu, dass Ernst (Joseph) (* 7. Februar 1915 in Frankfurt a. M.; † 21. Juni 1985 in Kirjat Bialik), der schon früh nach Palästina ausgewandert war, sich in Paris aufgehalten habe, um heimlich Waffen für die jüdischen Verteidigungskräfte für den bevorstehenden Unabhängigkeitskrieg zu besorgen. Gertrud/Dina sei als illegale Einwanderin mit falschen Papieren nach Palästina gekommen und habe nach ihrer Heirat mit Ernst Weil einige Jahre in dem von Ernst Weil mitgegründeten Kibbuz Maayan Zwi gelebt. Später zogen sie dann nach Kirjath Bialik in der Nähe von Haifa, und Ernst Weil wurde Leiter einer großen Autowerkstatt in Haifa. Das Paar hatte drei Kinder.[84]:pdf-S. 8[99]
- Fritz Cohen (* 5. August 1922 in Hannover; † 30. Dezember 2024 in Chicago)[100][101] wuchs in Ronnenberg auf und feierte 2022 in Chicago seinen hundertsten Geburtstag.[102]
Cohen besuchte die Volksschule in Ronnenberg und anschließend die Humboldtschule Hannover[19]:S. 14–16, wo er sich, obwohl der jüdischen Religion fernstehend, einem permanenten Mobbing seitens seiner Mitschüler ausgesetzt sah.[19]:S. 17–21
Nach Ostern 1937 wurde Cohen von seinen Eltern von der Humboldtschule abgemeldet und nach Florenz ins Landschulheim geschickt. Woran er sich erinnerte, ist seine Verhaftung bei dem oben schon erwähnten Hitler-Besuch in Florenz im Mai 1938 und den damit verbundenen Begleitumständen, die er offenbar als Versagen der Schulleitung empfand.[19]:S. 22 Kurz nach der Freilassung aus der Haft erhielt er jedoch eine Nachricht von seinen Eltern, die seinem Aufenthalt im Landschulheim ein baldiges Ende setzte. Sie forderten ihn zur sofortigen Rückkehr nach Deutschland auf und teilten ihm außerdem mit, dass ihre Auswanderung in die USA bevorstünde.[19]:S. 23
Am 28. Juli 1938 verließ die Familie Cohen Ronnenberg und reiste über Amsterdam nach Le Havre, wo sie sich am 3. August 1938 einschiffte. Am 13. August 1938 erreichten sie New York.
Cohen holte 1940 in Amerika seinen Schulabschluss nach, arbeitete zeitweise im Geschäft seines Vaters und meldete sich schließlich freiwillig zum Militär. Im Dezember 1943 wurde er über Tunesien nach Neapel verschifft. Für Cohen war dies „die erste Etappe“[19]:S. 33, über die weiteren Etappen gibt Horndaschs Buch leider keine Auskünfte mehr. Erwähnt wird nur noch Cohens Tätigkeit als Professor (unter anderem für Germanistik)[103] an der Purdue University in West Lafayette (Indiana) und die Stolpersteinverlegung in Ronnenberg für ihn und seine Familie.
Cohen besuchte seit 1953 mehrfach seine Heimatstadt und ist seit 2008 Ronnenberger Ehrenbürger. 2019 war er hier letztmals zu Besuch.[104]
- Walter Grunwald (* 4. September 1919 in Berlin-Pankow; † 22. März 2000 in Berlin). Der Berliner Apothekersohn war im Juni 1934 einer der ersten Schüler des Landschulheims.[105] Er erlebte die oben beschriebene Anfangsphase des Landschulheims, den Sommeraufenthalt in Forte dei Marmi und den Umzug in die Villa Pazzi. Vom Herbst 1934 an besuchte er „eine italienische höhere Schule in der Stadt“, an der er Im März 1936 seine „Reifeprüfung nach italienischem System“ ablegte und im gleichen Monat noch nach Berlin zurückkehrte.[105]:S. 17
- Wolfgang Happ (* 2. August 1919; † 19. Dezember 1998), nannte sich später William W. Happ und ist auf dem Foto bei Ubbens abgebildet.[106] Einige Anhaltspunkt zu ihm, der laut Find a Grave in Polen geboren wurde, finden sich auch auf der Seite mit der Liste der Stolpersteine in Schönebeck (Elbe). Demnach stammte Happs Vater Martin aus dem heute polnischen Pleschen und arbeitete in Schönebeck (Elbe) als Rechtsanwalt, bevor er später nach Berlin zog. Wolfgang Happs ältere Schwester Wera (1926–1936) emigrierte nach dem dortigen Eintrag 1934 nach Italien emigrieren, wo sie 1936 starb. Ob die Geschwister gemeinsam nach Italien gingen und vielleicht auch gemeinsam das Landschulheim besuchten, lässt sich nach dieser Quelle nicht beurteilen. Falsch ist aber wohl, dass Wolfgang 1934 in die USA ging, denn aus einem leider nur unvollständig abgedruckten Zeitungsartikel bei Find a Grave geht hervor, dass Happ von Italien aus nach England kam, von wo aus er nach Kanada deportiert wurde. Er trat später in die kanadische Armee ein und nahm nach dem Ende des Zweiten Weltkriegs seine Ausbildung an der McGill University in Montréal wieder auf und studierte anschließend am Massachusetts Institute of Technology, an der Boston University und am Cal Tech. Er war an der Gründung des Shockley Semiconductor Laboratory beteiligt und arbeitete dort auch mit den beiden Gründern von Intel zusammen.[107]
- Eva Keilson, die spätere Eva Rennie (* 14. Dezember 1917; † 1. Februar 2013) besuchte bis 1934 die Lichtwarkschule und danach bis zum Abitur im Jahre 1938 das Landschulheim Florenz. Ihreausführlichen Erinnerungen an das Landschulheim sind ein wichtiger Bestandteil des Buches von A. W. L. M. (Hrsg.): Dial 22-0756, pronto: Villa Pazzi (S. 57–84).
Nach einem durch den Ausbruch des Zweiten Weltkriegs unterbrochenen Medizinstudium wanderte Keilson mit ihrer Familie im April 1939 nach Montréal aus. Sie absolvierte eine Krankenpflegeausbildung und wurde 1943 Krankenschwester in Montréal. 1944 folgte ein Diplom als Public Health Nurse am McGill University Health Centre.
1945 wurde Eva Keilson von der kanadischen Regierung zur Control Commission for Germany[108] einberufen und bis 1947 bei der Britischen Rheinarmee eingesetzt.
Nach der Heirat mit dem Soziologen Douglas Rennie im Jahr 1948 zog das Paar von 1953 an für mehrere Jahre in die USA. Eva übersetzte in der Zeit das Buch Die Arbeitslosen von Marienthal von Paul Lazarsfeld und Marie Jahoda ins Englische und betätigte sich auch als Übersetzerin von Briefen von Rainer Maria Rilke. 1964 kehrten die Rennies nach Kanada zurück und ließen sich in Winnipeg nieder.[109]
- Lucian Kempner (1923–2009)[18]:S. 120 war einer der beiden Söhne von Robert Kempner und befand sich auf Initiative seiner Großmutter Lydia Rabinowitsch-Kempner bereits seit 1934 im Landschulheim.[110] Er emigrierte 1935 noch vor dem Eintritt seines Vaters ins Landheim in die USA und wurde nach einem Studium Beamter im US-Verteidigungsministerium.[111]
- Lilli Landsberger steht in Moura Goldin Wolperts Liste mit dem Zusatz „killed“.[18]:S. 120 Dass dies explizit auf eine Ermordung durch die Nazis hinweisen sollte, ergibt sich schon daraus, dass Wolpert bei ihren Todesangaben klar zwischen killed (getötet) und deceased (verstorben) unterschied. Im Falle von Lilli Landsberg wird dies bestätigt durch einen Blick ins Gedenkbuch – Opfer der Verfolgung der Juden unter der nationalsozialistischen Gewaltherrschaft 1933–1945. Dort findet sich ein Eintrag über Lilli Margot Samter (geborene Landsberger; * 18. Dezember 1919 in Berlin; 12. März 1943 Deportation ab Berlin nach Auschwitz).[112] Dort findet sich dann auch ein Eintrag zu ihrem Mann: Hermann Samter (* 5. Dezember 1909 in Berlin), der am gleichen Tag wie seine Frau nach Auschwitz deportiert wurde.[113] Der promovierte Volkswirt und Journalist arbeitete 1939–1942 für das Jüdische Nachrichtenblatt und dann bei der Reichsvereinigung der Juden in Deutschland.
Warum und wann Lilli Landsberger nach Deutschland zurückkehrte, und wann sie Hermann Samter (Schwager von Paul Blumenfeld) kennenlernte und heiratete, ist nicht bekannt. Ein Brief von Hermann Samter an die in Kopenhagen lebende Hanna Kobylinski vom 12. September 1940, in dem er auch über einen Urlaub in Heidelberg berichtete, lässt nicht erkennen, dass es zu dieser Zeit bereits eine Beziehung zu Lilli Landsberger gab.[114] Der Einleitung von Daniel Fraenkel zu den von ihm herausgegebenen Briefen von Hermann Samter ist immerhin noch zu entnehmen, dass Landsberger und Samter im Dezember 1942 verlobt waren. Fraenkel erwähnt dies im Zusammenhang mit einer Evakuierung, an der Fraenkel auf Geheiß der Gestapo und aufgrund seiner Arbeit für die Reichsvereinigung der Juden in Deutschland teilnehmen musste. „Am Sonntag, dem 13. Dezember 1942, erfährt Samter, dass er von der Gestapo bei der Evakuierung der Bewohner des Hauses Pestalozzistraße 15 eingesetzt wird. Die Nachricht trifft ihn wie ein Schlag, denn hier wohnt seine Verlobte, Lili Landsberger. Sie wird in das Lager in der Auguststraße und von dort schließlich zur sofortigen Deportation in das Sammellager in der Großen Hamburger Straße gebracht. Samter gelingt es dank seiner Entschlossenheit, seine Verlobte aus dem Sammellager zu retten, nachdem er den Oberscharführer, dem er unterstellt war, für sich gewinnen konnte.“[115]:S. 17 Fraenkel erwähnt dann nur noch, dass die beiden am 28. Januar 1943 geheiratet hätten, blendet aber ansonsten die Geschichte von Lilli Landsberger in seiner Darstellung weitgehend aus. Die beiden wurden vermutlich am 9. März 1943 in der Nachfolge der sogenannten Fabrikaktion verhaftet und ins Sammellager Große Hamburger Straße gebracht.[115]:S. 18 Von hier aus wurden sie zusammen mit Samters Tante Nelly Neisser (* 29. Januar 1887 in Berlin; 12. März 1943 Deportation ab Berlin nach Auschwitz)[116] deportiert. Der Osttransport Nr. 36 erreichte am 13. März 1943 Auschwitz. „Da sich in Auschwitz kein Eintrag über Hermann und Lili Samter oder Nelly Neisser erhalten hat, liegt die Vermutung nahe, dass sie unmittelbar nach ihrer Ankunft im Lager ermordet wurden.“[115]:S. 21 f.
- Renate Lasker (1924–2021) besuchte ab 1937 das Landschulheim und kehrte 1938 heimwehkrank zu ihren Eltern nach Breslau zurück. Zusammen mit ihrer Schwester Anita Lasker-Wallfisch überlebte sie die Konzentrationslager Auschwitz und Bergen-Belsen.
- Renate Lepère (* 1922 in Berlin)[18]:S. 119 war die Halbschwester von Wolfgang Wasow. Sie hielt sich von 1933 bis 1936 mit ihrer Mutter in Spanien auf und wurde dann – vermutlich wegen des Ausbruchs des Spanischen Bürgerkriegs, während dem ihre Mutter von 1936 bis 1939 für die Regierung der Spanischen Republik in Barcelona tätig war – von Wasow als Schülerin an das Landschulheim geholt.[117]
- Wolfgang Leppmann ist der Sohn von Franz Leppmann; auf dem Foto von Ubbens wird er als „Micki Leppmann“ erwähnt.
- Ernst Levinger wurde laut einem US-amerikanischen Einberufungsdokument (All U.S., World War II Draft Cards Young Men, 1940–1947)[118] am 7. April 1923 in München geboren. Er war der Sohn von Max David Levinger (1894–1973),[119] der Medizin studiert hatte und 1922 promoviert worden war. Bis zu seiner Emigration im Februar 1936 nach Italien unterhielt Max Levinger in München eine Praxis.[120]
Ernst Levinger hatte in München zuletzt das katholische Pädagogium der Hansaheime[121] besucht und verließ zusammen mit seinem Vater am 2. Oktober 1935 München, um nach Rom zu reisen: „Am 2. Oktober marschierte Mussolini in Äthiopien ein und ich in Rom!“[122][123]:S. 96 Nach drei Monaten musste Max Levinger noch einmal nach Deutschland zurückkehren und brachte seinen Sohn am 20. Dezember 1935 ins Landschulheim Florenz, wo er bereits einen Platz für ihn reserviert hatte.
Auch Ernst Levinger berichtet von vielen erfreulichen Erlebnissen im Landschulheim, gehörte aber auch, wie oben schon erwähnt, zu den Kritikern der von Peiser und Kempner organisierten Ausreise nach Nizza, an der er nicht teilnehmen durfte. Vielmehr verblieb er in Bordighera und reiste am 10. September 1938 mit einer von Walter Hirsch bezahlten Fahrkarte nach Lucca, wo sein Vater inzwischen eine Arbeit gefunden hatte.[123]:S. 95
1942, als Studienanfänger an der Harvard University, reflektierte Levinger in einem Paper mit dem Titel Flight to Freedom seine weitere Flucht. „Ich habe meine überstürzte Abreise aus Italien beschrieben. Nach Hitlers Rede, in der er die Tschechoslowakei am 16. September 1938 bedrohte, wurden am nächsten Tag alle deutschen Pässe eingezogen. Mein Vater geriet in Panik, und wir setzten uns in den Zug nach Mailand und erreichten von dort aus Lugano. In der nächsten Nacht wurde die Schweizer Grenze für Reisende ohne Visum geschlossen. - So wurden wir davor bewahrt, nach Deutschland zurückgeschickt zu werden.“[124][123]:S. 97
Laut der Datenbank von Ellis Island reisten Ernst Levinger und sein Vater Max am 25. März 1939 von Le Havre kommend in die USA ein. Ihre letzten Wohnorte in Europa waren Zürich und St. Moritz gewesen. Ernst studierte Medizin und verbrachte den größten Teil seiner praktischen Medizinerausbildung am Mount Sinai Hospital (New York), wo eines Tages Moritz Goldstein auf seiner Station landete.[123]:S. 97 Sein Vater Max Levinger starb im März 1973 in Fitchburg (Massachusetts).[120] Dieser Ort war gemäß dem oben schon erwähnten Einberufungsdokument (Draft Card) am 30. Juni 1942 auch der Wohnsitz von Ernst (Ernest Lucien) Levinger. Am 9. September 1973 heiratete er laut dem California, U.S., Marriage Index, 1960–1985[118] in San Francisco die 32 Jahre alte Ellen S. Gropper. Nach der Internetsuchmaschine FastPeopleSearch lebt der inzwischen 99-jährige weiterhin in San Francisco.[125]
- Asja Lurje, aus Riga stammend, wurde von Moura Goldin Wolpert als ihre besondere Freundin beschrieben, mit der sie sich auch das Zimmer teilte. Asja, „die nur für kurze Zeit an der Schule war, wurde eine lebenslange Freundin bis zu ihrem frühen Tod im Jahr 1991 (?). Sie wurde in St. Petersburg geboren, von ihren Eltern nach der russischen Revolution nach Riga gebracht und wuchs dort auf. Sie sprach fließend Russisch, Lettisch, Deutsch, Französisch und lernte schnell Italienisch – alles mit demselben russischen Akzent und ohne den Artikel vor den Substantiven.“[126][18]:S. 76
Viele von den von Wolpert erwähnten Merkmalen deuten – abgesehen von der etwas anderen Schreibweise des Vornamens – auf eine der älteren Schwestern des bildenden Künstlers und Autors Boris Lurie hin. Nach den New York, U.S., State and Federal Naturalization Records, 1794–1943 wurde Asya Lurje Russi am 15. Juli 1918 in St. Petersburg geboren.[118] Über ihr Leben nach ihrem Weggang aus dem Landschulheim gibt es nur indirekte Informationen im Kontext ihres Familienschicksals. So heißt es auf einer Seite des Jüdischen Museums Berlin: „Boris Lurie […] überlebte gemeinsam mit seinem Vater mehrere Ghettos und Konzentrationslager, unter anderem Stutthof und Buchenwald. Seine Mutter, Großmutter, jüngere Schwester und seine Jugendliebe wurden 1941 bei einer Massenerschießung ermordet..“[127] Auf der Webseite von Boris Lurie heißt es dann ergänzend dazu und ihn betreffend: „Am 18. April [1945] wurde Magdeburg offiziell befreit. Lurie und sein Vater wurden von Dino Russi entdeckt, dem Ehemann seiner Schwester Assya, der für das US Counter Intelligence Corps arbeitete.“[128]
In den zuvor schon erwähnten State and Federal Naturalization Records, in denen sich Asje Lurje Russis Absichtserklärung vom 20. Mai 1941 befindet, die amerikanische Staatsbürgerschaft zu erwerben, geht hervor, dass sie seit dem 27. März 1938 mit David Russi (* 14. August 1915 in Camerano) verheiratet war. Die Ehe war in Mailand geschlossen worden, und der letzte Aufenthaltsort des Paares war Ancona. Asje Lurje Russi war am 10. Juli 1940 per Schiff von Genua kommend in New York eingetroffen.
- Judith Matthias war nach Eva Keilson das einzige jüngere Kind, mit dem sie am Landschulheim befreundet war. Darüber hinaus gibt es bei Keilson nur noch eine minimale Spur zum späteren Leben von Judith Matthias. Sie wurde die Frau von Massimo Bogianckino, dem späteren Bürgermeisters von Florenz.(S. 76) Die beiden lernten sich in New York kennen und heirateten 1950.[129] Die Vorgeschichte dazu liefert die Datenbank von Ellis Island. Dort ist vermerkt, dass eine Judith Matthias am 13. November 1946 im Alter von 26 Jahren in die USA einreiste. Sie kam mit dem Schiff Ile de France von Cherbourg. Als Beruf wurde Dolmetscherin eingetragen und passend dazu ihre Kenntnisse in Englisch, Deutsch, Französisch und Italienisch. Sie galt als staatenlose Jüdin, die in Frankfurt geboren sei. Ihr Visum war am 21. August 1946 in Zürich ausgestellt worden, ihr letzter Wohnort war Genf.
Das Alter von Judith Matthias im Jahre 1946 deutet auf das Geburtsjahr 1920 hin. Für dieses Jahr findet sich im Adressbuch von Frankfurt am Main nur ein Eintrag unter dem Nachnamen Matthias: Ludwig Matthias, Lederwarenfabrik in der Großen-Gallus-Str. 17 und Wohnung in der Bockenheimer Landstraße 22 im vornehmen Frankfurter Westend.[130]
- Ernst Martin Oppenheimer (* 1920 in Heidelberg; † 2004 in Kanada)[131] war von 1935 bis 1938 Schüler im Landschulheim gewesen[132] und stand später im Kontakt zu dem Historiker Klaus Voigt, als dieser seine Studien über das Exil in Italien betrieb. Aus dieser Zeit ist auch ein Brief vom 10. April 1994 aus Ottawa überliefert, in dem Oppenheimer sein Leben kurz skizziert: „Ich bin (seit acht Jahren emeritierter) Germanist an der hiesigen Carleton University. Nach Schließung des Landschulheims wohnte ich einige Zeit bei meiner Schwester und ihrem Mann in Mailand, die natürlich auch von dem Ausweisungsdekret betroffen waren. Meine erste Station war Schottland, wo ich eine landwirtschaftliche Ausbildung anfing. Im Zuge der allgemeinen Internierung im Mai 1940 kam ich nach Kanada (übrigens im gleichen Schiff wie mein guter Freund aus Florenz, Wolfgang Leppmann, Sohn von Franz L. und Ida Orloff). Nach Ottawa kam ich als Zensor von deutscher Kriegsgefangenenpost, dann kam ein sehr langweiliger Dienst im kanadischen Heer und schließlich und endlich Anfang das Universitätsstudium in Toronto, das ich dann in den U.S. für die höheren akademischen Weihen fortsetzte. Durch einen Zufall bekam ich Gelegenheit, an der Carleton Universität eine Deutschabteilung aufzubauen, was mir im großen ganzen Spaß gemacht hat. Obwohl Ottawa ständig als kälteste Hauptstadt mit Ulan Bator konkurriert, lebe ich nicht ungern hier.“[133]
Auf dem bei Ubbens abgebildeten Foto wurde er als „F. Oppenheimer“ identifiziert, und laut dem bereits erwähnten kanadischen Nachruf soll er der Autor des Buches A. W. L. M. (Hrsg.): Dial 22-0756, pronto gewesen sein: „Einige der Vorzüge seines Stils zeigen sich in den erzählenden und autobiografischen Passagen, die er in Dial 22-0756, Pronto – Villa Pazzi: Erinnerungen an das Landschulheim Florenz 1933–1938, aufgenommen hat, einer Materialsammlung, die er als persönliche Hommage an die prägenden Einflüsse eines Teils der Menschheit und der Zivilisation in den, wie er es mit Untertreibung nannte, „düsteren Jahren 1933-1945“ zusammengestellt hat.“[131][134]
Eine Vielzahl seiner Werke und auch eine zweibändige Festschrift sind im WorldCat erfasst (unter den Suchbegriffen Ernst M Oppenheimer oder Ernst Martin Oppenheimer).
- Hebi Riess war nach Ernst Oppenheimer ursprünglich als „Versuchskaninchen“ (guinea Pig) ausgewählt worden, um sich als erster Schüler auf die italienische Abschlussprüfung vorzubereiten. „Sein Vater hatte jedoch eine führende Position im Stahlhelm und wurde von den Nazis verfolgt, so dass er und seine Familie plötzlich in die USA emigrierten.“[135][18]:S. 62
Die Aussagen über den Vater Riess lassen sich so nicht verifizieren, aber bei Hebi Riess handelte es sich ganz offensichtlich um Herbert Hans Riess (* 21. Januar 1916 in Berlin-Schöneberg; † 19. August 2004 in Groton (Connecticut)). Laut den Ancestry-Datenbanken[118] war Herberts Vater der bereits 1923 verstorbene Werner Nathan Julius Riess (* 21. November 1887 in Stettin; † 31. August 1923 in Stettin). Über die Mutter Gertrud (geborene Grumach; * 1891 in Berlin; † 1954 in den USA) ist bekannt, dass sie in zweiter Ehe seit dem 4. November 1919 mit Kurt Hans Danziger (* 1888 in Mannheim – 1963 in Florida) verheiratet war, der seit dem 4. Juni 1919 den Doppelnamen Danziger-Stockheim führte (nach dem Geburtsnamen seiner Mutter Emma).[118]
Gertrud Danziger war die Tochter des Kaufmanns Louis Grumach (1847–1933), Mitinhaber der Firma Gebr. Grumach AG in Berlin.[136] Grumach gehörte unter anderem dem Vorstand des 1897 in Bad Ems eröffneten Israelitischen Zentral-Waisen und Mädchenheim an[137] und war „immerwährendes Mitglied“ der der Gesellschaft zur Förderung der Wissenschaft des Judentums.[138]
Über Kurt Hans Danziger ist wenig bekannt. Sein Vater war Direktor der Mannheimer Enzinger-Union-Werke AG und der Siegerin Goldman Werke GmbH[118], er selber „Dr. phil“ und laut dem Katalog der Deutschen Nationalbibliothek (DNB) 1913 in Heidelberg promoviert worden.[139] In den Ancestry-Dokumenten wird er unter dem Datum 15. Januar 1928 als Fabrikbesitzer geführt. Vor diesem Hintergrund spricht vieles dafür, dass Oppenheimer mit dem im Stahlhelm aktiven Vater von Herbie Riess wohl Kurt Hans Danziger gemeint haben muss, wofür es allerdings keine direkten Belege gibt. Für die von Oppenheimer behauptete plötzliche Emigration spricht aber, dass Kurt Danziger-Stockheim am 2. November 1935 von Bremen kommend in die USA einreiste. In der Passagier Liste wurde er als „Direktor“ mit Wohnsitz in Heidelberg geführt, sein Visum war am 25. Oktober 1935 in Stuttgart ausgestellt worden. Die Einreise in die USA erfolgt ohne Begleitung durch Familienangehörige.
1920 wurde Peter Benno Guido Fritz Danziger[-Stockheim] (* 28. Dezember 1920 in Heidelberg; † 1974 in den USA), der Halbbruder von Herbie Riess geboren. Dieser wiederum wurde am 8. Dezember 1921 getauft[118], was bislang neben seinem Italienaufenthalt im Jahr 1935 der einzige Hinweis über seine Jugend ist. Laut der Datenbank von Ellis Island reiste der 21-jährige Student Hans Herbert Riess, Deutscher und – trotz der Taufe – als Jude eingetragen, am 10. Februar 1937 von Le Havre kommend in die USA ein. In der Passagierliste eingetragen ist, dass er neben Deutsch auch Englisch und Italienisch sprach. Auffallend ist allerdings dass er nicht über ein Visum verfügte, sondern über ein bereits am 14. Dezember 1936 in Washington ausgestelltes Reentry Permit (Wiedereinreisegenehmigung). Das bedeutet, dass es sich hier nicht um seine erste Einreise in die USA gehandelt hat, was bestätigt wird durch eine von Kurt Danzi[n]ger-Stockheim am 9. Juni 1936 in New York abgegebene Absichtserklärung, die US-amerikanische Staatsbürgerschaft erwerben zu wollen. Darin erklärte der nun als „Industrial Director“ firmierende Antragsteller auch, dass seine beiden Söhne bei ihm in New York wohnen, und zugleich gab er an, dass er und seine Frau am 20. März 1936 von Toronto aus nach Buffalo in die USA eingereist seien.[140] Ob das so auch für die beiden Söhne zutraf, ist unklar.
Kurt Danzi[n]ger-Stockheim wird später in seinem Einbürgerungsantrag erklären, dass er seit seiner Einreise an diesem 20. März 1936 über fünf Jahre hinweg die USA nicht mehr verlassen habe. Für Herbie Riess galt dies allerdings nicht. Der inzwischen 23 Jahre alte und laut Passagierliste staatenlose Riess reiste am 6. April 1939, abermals von Le Havre kommend, erneut in die USA ein. Aus dem Studenten war inzwischen ein Farmer geworden, dessen letzter fester Wohnsitz ein Ort in Connecticut war.[141] Wiederum war er im Besitz eines in Washington ausgestellten Reentry Permit.
Die Einträge in seiner Einberufungskarte vom 16. Oktober 1940 (U.S., World War II Draft Cards Young Men, 1940–1947) weisen ihn als Bürger der Gemeinde Lebanon (Connecticut) aus, der mit einer Sophie L. Riess verheiratet ist. Bei ihr handelte es sich um Sophie Loretta Pudlo, geboren am 17. Oktober 1919 in Putnam (Connecticut), seit 1930 wohnhaft in Lebanon.
Am 29. September 1939 war Herbert Riess amerikanischer Staatsbürger geworden.[118] Über einen seiner Einberufung folgenden Militärdienst liegen keine Informationen vor. Nach dem Zweiten Weltkrieg gab es mehrere Umzüge in den USA, und 1954 folgte eine zweite Ehe mit der in Königsberg (Preußen) geborenen Gisela M Jahn (* 9. Juni 1924 – † 5. Januar 2011 in der zu Stonington (Connecticut) gehörenden Gemeinde Mystic).[118]
Peter Danziger-Stockheim, der Halbbruder von Herbie Riess, taucht in einigen Dokumenten ebenfalls als Farmer mit Wohnsitz in Lebanon auf. Nach dem Ende des Zweiten Weltkriegs führte er in Baden-Württemberg ein Wiedergutmachungsverfahren im Namen seines Vaters und zugleich im Namen seiner Großmutter Emma Danzinger (* 23. Januar 1866; † 11. Oktober 1942 im Ghetto Theresienstadt).[142] In dieser Sache wurde zusätzlich ein Schlichtungsverfahren vor dem Amtsgericht Stuttgart geführt.[143]
- Werner Rosenthal (* 8. April 1922 in Breslau) wird in der Liste von Moura Goldin Wolpert nur mit dem Wohnsitz „Ecuador“ erwähnt.[18]:S. 120 Dieser Name tauchte aber auch im Zusammenhang mit den 1944 von Karl Löwenberg in Quito gegründeten Kammerspielen auf. Werner Rosenthal fertigte dort nach Maria-Luise Kreuter in den Anfangsjahren der Bühne bis zu seiner Emigration in die USA im Jahre 1946 die Bühnenbilder.[144] Mehr ist bei Kreuter nicht zu erfahren, und es bleibt unklar, wie es zur Entscheidung für das Exil in Ecuador kam..
Ein Bindeglied für weitere Recherchen bildete eine Todesanzeige im Aufbau vom 29. August 1947. Dort wurde von den Hinterbliebenen „Hanna Rosenthal, geb. Elias“, aus Quito und Werner Rosenthal aus „Hollywood, Cal.“ der Tod von Albert Rosenthal („Montabaur/Westerwald, Berlin“) angezeigt.[145] Die somit verifizierte Übersiedelung von Werner Rosenthal von Ecuador in die USA konnte in der Folge durch Ancestry-Recherchen[118] weiter aufgeklärt werden.
Auf einem „Information Sheet (concerning passenger arriving on aircraft)“ ist festgehalten, dass der 24 Jahre alte staatenlose und früher deutsche Werner Rosenthal (handschriftlich sind die Vornamen Ulrich und Guenther ergänzt) am 31. Oktober 1946 von Barranquilla aus (statt dem schon vorausgefüllten Quito) in Miami ankam. Er verfügte über ein am 25. September 1946 in Quito ausgestelltes Visum und wollte nach Los Angeles weiterreisen. Er war ledig und in der Lage Deutsch, Französisch, Spanisch und Englisch zu lesen und zu schreiben; als Beruf war „draftsman“ eingetragen, was in späteren Formularen zu „architectural draftsman“ (Bauzeichner) erweitert wurde. Als Geburtsort war Breslau eingetragen, als letzter permanenter Aufenthaltsort Quito, wo auch die handschriftlich nachgetragene nächste Verwandte lebte: Johanna Rosenthal.
Mit einer am 14. November 1947 unterzeichneten „Declaration of Intention“ (Absichtserklärung) bekundete Werner Ulrich Gunther Rosenthal gegenüber den Behörden des Southern District of California seine Absicht, Bürger der USA zu werden.
In einem weiteren Dokument, der „Petition for Naturalization“ (Antrag auf Einbürgerung), wurde erstmals das Geburtsdatum des inzwischen 28-jährigen Rosenthal festgehalten. Er konnte diesen Antrag stellen, weil er seit dem 19. Juni 1949 – und damit mehr als einem Jahr – mit der Amerikanerin Rosalinde Frieda Seltzer (* 6. Oktober 1925 in St. Louis) verheiratet war. Weitere Daten liegen nicht vor.
- Ruth Schuster wird von Moura Goldin Wolpert nur als „presumed killed“ (mutmaßlich ermordet) erwähnt.[18]:S. 120. Es dürfte sich bei ihr um die im Gedenkbuch Opfer der Verfolgung der Juden erwähnte Ruth Schuster (* 14. Mai 1927 in Berlin) handeln, die ursprünglich am Prenzlauer Berg wohnte und dann am 14. Dezember 1942 vom Jüdische Krankenhaus Berlin aus nach Auschwitz deportiert wurde.[146] Über sie und ihr familiäres Umfeld liegen keine weitern Informationen vor.
- Klaus Benjamin Seelig (* 1919) kam im März 1936 an das Landschulheim und verließ es wieder im Dezember 1937. In seinem kurzen Beitrag im Buch Dial 22-0756, pronto. Villa Pazzi gibt er nur seiner Bewunderung für Paolo Tumiati Ausdruck und bekennt, nur wenige Erinnerungen an seine Mitschüler zu haben. Er schrieb das im November 1994 und lebte zu dem Zeitpunkt in Aschdod.[18]:S. 12-13
Aus Dina Weils Erinnerungen ergibt sich, dass er die Kriegsjahre in der Schweiz verbracht hatte[147] und in den späten 1940er Jahren mit seiner Familie im Kibbuz Maayan Zwi lebte. „Der Sohn von Lea und Benjamin Seelig, David, war auch in der neuen Gruppe. Benjamin, der in Europa Klaus hieß, war mit Bill und mir zusammen im Landschulheim Florenz gewesen. Er war mir eines Tages in Ma'ayan über den Weg gelaufen und ich hatte ihn sofort erkannt. Wir hatten uns über alte Zeiten unterhalten und waren nun, da der Unterschied von ein paar Jahren keine Rolle mehr spielte, freundschaftlich verbunden. Als Benjamin Lea heiratete und sie in den Kibbuz kam, wurden wir gute Freunde.“[148] Nach dem Suezkrieg verließen die Seeligs den Kibbuz.[147], lebten für einige Jahre in Ramat Gan und zogen dann nach Ashdod, wo Benjamin Seelig eine Beschäftigung bei einem Elektrounternehmen fand.[149]
- Else Seligmann (1920–2003) aus Ronnenberg war eine Kusine von Fritz Cohen. Sie befand sich schon im Landschulheim Florenz, als Fritz Cohen dort ankam,[150] In einem Zweijahreskurs sollte sie als Medizinische Laborantin ausgebildet werden.[151] Als Fritz Cohen von seinem Vater nach Ronnenberg zurückgerufen wurde, blieb sie in Florenz. Im November 1939 floh sie von Ronnenberg in die USA.[151]
- Die Schwestern Ilse und Lore Weinberg gehören wie Lilli Landsberger zu den Ehemaligen des Landschulheims, denen Moura Goldin Wolpert in ihrer Liste den Zusatz „killed“ hinzugefügt hat.[18]:S. 120 Auch zu ihnen existieren Einträge im Gedenkbuch – Opfer der Verfolgung der Juden unter der nationalsozialistischen Gewaltherrschaft 1933–1945. Demnach lebten Ilse (* 17. Juni 1921 in Osnabrück) und Lore (* 2. September 1922 in Osnabrück) in Bonn und wurden von dort aus am 15. Juni 1942 in das Vernichtungslager Sobibor deportiert.[152]
In lokalen Erinnerungen im Zusammenhang mit Stolperstein-Verlegungen in Osnabrück finden sich dazu ergänzende und korrigierende Hinweise. Dort ist nachzulesen, dass die beiden Töchter des ebenfalls deportierten Ehepaares Otto und Hedwig Weinberg waren. Der Vater betrieb in Osnabrück einen Tuchgroßhandel, übersiedelte aber im November 1938 mit seiner Familie nach Bonn. Gründe hierfür sind nicht überliefert.[153] Ein in der Stolperstein-Broschüre abgedruckter Brief, den Ilse Weinberg am 18. Februar 1939 an eine Tante schrieb, zeigt, dass Ilse sich Hoffnungen gemacht hatte, zusammen mit ihrer Tante (der das auch gelang) nach Australien zu emigrieren. Das scheiterte, vermutlich an Vorbehalten in der eignen Familie.[153]
Entgegen dem Gedenkbuch-Eintrag soll die Familie Weinberg nicht nach Sobibor deportiert worden sein. Sie habe sich vielmehr in einem Zug befunden, der von Köln aus in das Ghetto Izbica fahren sollte, dort aber nie ankam. Die Familie Weinberg sei in der Region Lublin in Polen verschollen.[153]
Hinweise auf den Aufenthalt der Schwestern im Landschulheim finden sich in den Quellen nicht.
- Ruben Ernest Weltsch
- Moura Goldin Wolpert (auch Moura Danischewsky Goldin Wolpert; * 7. Dezember 1922; † 3. August 2013 in Hamilton (Ontario))[154] war nach einem Nachruf langjährige Hamilton-Korrespondentin für die Canadian Jewish News, aktives Mitglied zahlreicher Gemeindeorganisationen wie dem Hamilton Philharmonic Women's Committee und hatte mehrere Jahre für das British Film Institute[155] sowie den Londoner The Observer gearbeitet.[156] Sie war verheiratet mit Bernard Wolpert († 18. Januar 2017 in Hamilton)[157], der einer der wenigen Überlebenden einer jüdisch-litauischen Familie war. Zur Zeit der Verfolgung seiner Familie befand er sich zum Studium in England.[158]
Moura Goldin Wolpert war von Ende April 1936 an für etwas mehr als zwei Jahre Schülerin des Landschulheims. Ihr sind viele Materialien in dem Buch A. W. L. M. (Hrsg.): Dial 22-0756, pronto. Villa Pazzi zu verdanken, doch über sich selber gibt sie dort wenig preis. Wolperts Beitrag unter dem Titel „Some Random Recollections“ ist ein anekdotischer Rückblick dessen Tenor Unbeschwertheit postuliert, die möglicherweise so nicht von allen Schülerinnen und Schülern geteilt werden konnte. „Ich war etwas mehr als zwei Jahre an der Schule – ein goldenes Zwischenspiel zu einer Zeit, als die Welt, die wir kannten, rapide auf den Zusammenbruch zusteuerte. Wir waren sorglos, glücklich, kümmerten uns nur um unsere eigenen Angelegenheiten: den neuesten Klatsch und Tratsch, wer mit wem ausging, Freundschaften, Streitigkeiten, kleine Eifersüchteleien; wir erledigten unsere Hausaufgaben – immer in letzter Minute; wir hatten genug Taschengeld und, zumindest die Mädchen, die richtigen Kleider. Wir beschwerten uns über das Essen, trieben allerlei Schabernack, erfanden die meisten unserer Unterhaltungen selbst, spielten gelegentlich ein Kriegsspiel, klauten Obst vom Bauernhof und zogen an den Wochenenden in die Stadt, um uns mit Gebäck vollzustopfen und ins Kino zu gehen. Außerdem streiften wir durch die Galerien und besuchten Konzerte und Opern.“[159][18]:S. 85
Wolperts Erinnerungen an das schulische Geschehn kreisen meist um musikalische und literarisch-schauspielerische Aktivitäten, aber sie erwähnt auch ihre Teilnahme am Hebräisch-Unterricht bei Jacob Teicher und am Russisch-Unterricht bei Frau Leppmann (Ida Orloff).[18]:S. 89